# Rohrbach-Berg
Rohrbach-Berg ist eine Stadtgemeinde im Oberen Mühlviertel und Verwaltungssitz des Bezirks Rohrbach mit einer Fläche von 37,90 km² und 5295 Einwohnern (Stand 1. Jänner 2024).
Die Gemeinde entstand am 1. Mai 2015 durch die Fusion der vordem selbständigen Gemeinden Rohrbach in Oberösterreich und Berg bei Rohrbach, nachdem bei einer Volksbefragung am 19. Oktober 2014 in beiden ehemals selbständigen Gemeinden mehrheitlich dafür votiert worden war.
Rohrbach wurde um 1200 an der Kreuzung mittelalterlicher Handelswege gegründet und diente als Raststätte vor der Überquerung des Böhmerwalds. Dies brachte den Bürgern Wohlstand und die Verleihung von Marktrechten, die 1320 erstmals urkundlich erwähnt wurden. Bedeutung als Verwaltungszentrum erlangte Rohrbach ab 1749 als Sitz des Kreisamtes und ab 1849 als Standort von Bezirkshauptmannschaft und Bezirksgericht.
Ab den 1960er Jahren erfolgte der auf den ganzen Bezirk Rohrbach ausgerichtete Ausbau der Infrastruktur. 1986 wurde der Markt von der oberösterreichischen Landesregierung zur einzigen Stadt des Bezirks erhoben.

## Geografie

### Lage
Rohrbach-Berg liegt 45 Kilometer nordwestlich der Landeshauptstadt Linz, 10 km südlich der Staatsgrenze zu Tschechien und 21 km östlich der Staatsgrenze zu Deutschland im Oberen Mühlviertel. Die leicht zugängliche Lage an alten Verkehrswegen auf einem flachen Ausläufer des Zwischenmühlrückens begünstigte die Entwicklung zum zentralen Verwaltungsort der Region.
Das Gemeindegebiet bedeckt eine Fläche von 37,90 Quadratkilometern.
Die höchsten Erhebungen, beide auf etwa 749 m ü. A., befinden sich am Michaelsberg (auch Krienerberg) und dem Berg oberhalb von Andexling. Der tiefste Punkt liegt bei der Mündung des Froschbachs in die Große Mühl auf 490 m ü. A.

### Geologie und Gewässer

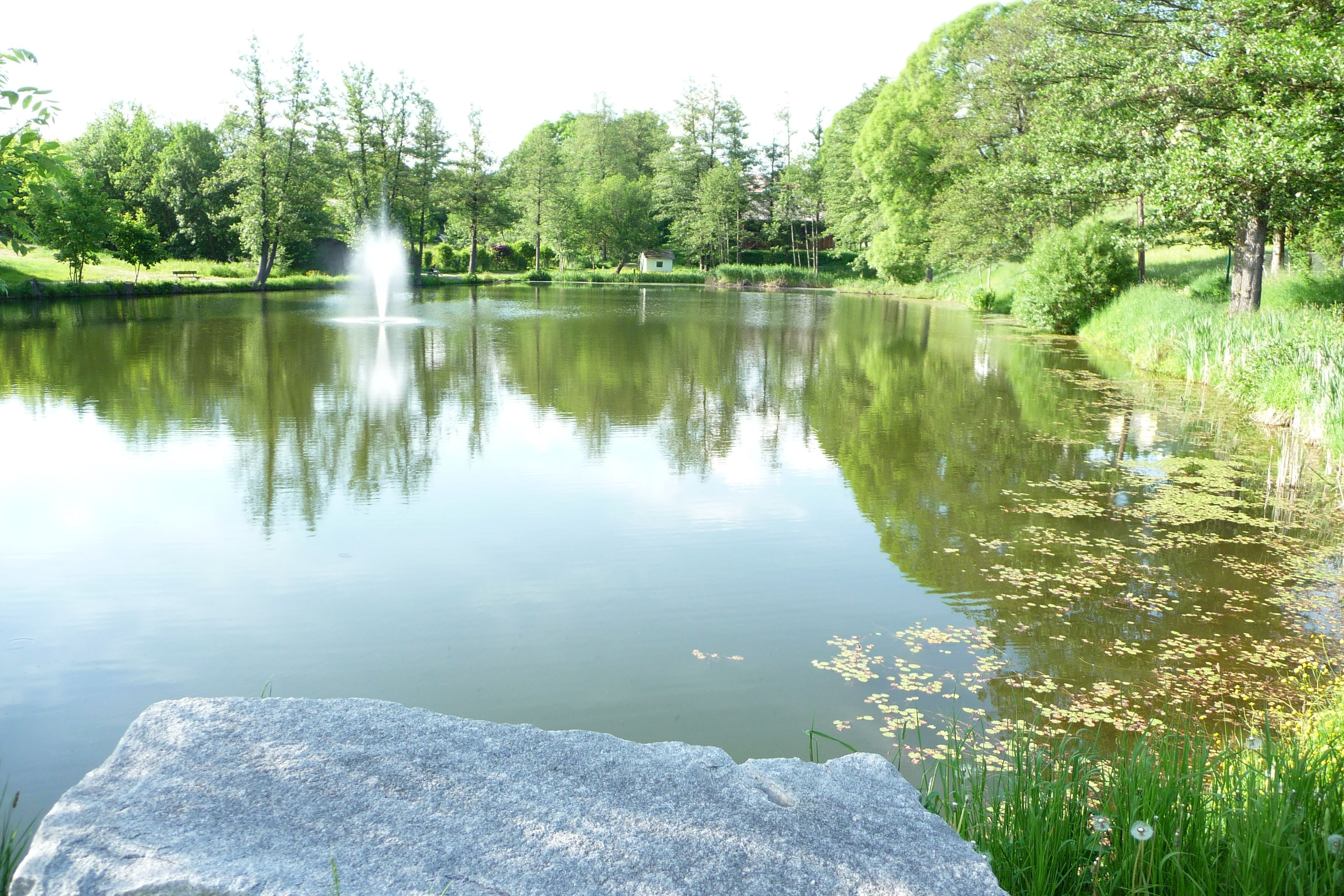
Der Poeschlteich

Das Gemeindegebiet von Rohrbach-Berg gehört zum Granit- und Gneisplateau, dem österreichischen Anteil der Böhmischen Masse und aus geologischer und geomorphologischer Sicht sowie unter Aspekten der Raumnutzung zur oberösterreichischen Raumeinheit Zentralmühlviertler Hochland. Die Gegend um Rohrbach ist eine plateauartige Rumpflandschaft, die westlich der Stadt in ein Waldkuppen-Hügelland übergeht. Der Untergrund besteht vor allem aus Schlierengranit und Perlgneis. Ein größeres Dioriteinsprengsel findet sich bei Götzendorf nahe der Gemeindegrenze zu Sarleinsbach und Oepping.
Der Poeschlteich ist das größte stehende Gewässer in Rohrbach und einer der ältesten Fischteiche der Region. Das größte fließende Gewässer der Gemeinde ist die Große Mühl, die im Osten an der Gemeindegrenze zu St. Oswald, Lichtenau und Haslach verläuft. Zudem wird das Gemeindegebiet von weiteren Bächen durchflossen, beispielsweise vom Lanzerstorferbach, vom Froschbach, vom Almesmühlenbach oder vom Gierlinger Bach.

### Stadtgliederung
Die Gemeinde Rohrbach-Berg ist in fünf Katastralgemeinden unterteilt, wobei die Katastralgemeinde Rohrbach mit dem früheren Gemeindegebiet von Rohrbach übereinstimmt, die Katastralgemeinden Berg, Steineck, Hundbrenning und Frindorf das Gemeindegebiet von Berg bei Rohrbach bildeten. Seit 1986 ist die Gemeinde Rohrbach Stadtgemeinde, diese Bezeichnung ging auf die zusammengelegte Gemeinde Rohrbach-Berg über.
Die größten Ortsteile der Gemeinde sind die namensgebenden und zusammengewachsenen Orte Rohrbach und Berg. Daneben bestehen noch weitere 30 Ortschaften (Einwohnerzahlen Stand 1. Jänner 2024):
- Arbesberg (47)
- Autengrub (14)
- Berg (919)
- Fraundorf (25)
- Frindorf (57)
- Fürling (133)
- Gattergaßling (29)
- Gierling (8)
- Gintersberg (8)
- Gollner (108)
- Grub (28)
- Harrau (36)
- Hauzenberg (22)
- Hehenberg (63)
- Hintring (16)
- Hundbrenning (74)
- Katzing (58)
- Keppling (52)
- Krien (39)
- Lanzerstorf (133)
- Märzing (43)
- Neundling (79)
- Nößlbach (75)
- Perwolfing (54)
- Reith (58)
- Rohrbach (2679)
- Scheiblberg (90)
- Schönberg (23)
- Sexling (218)
- Spielleiten (15)
- Steineck (50)
- Wandschaml (42)

### Nachbargemeinden
Die Nachbargemeinden liegen alle im Bezirk Rohrbach:
|              | Aigen-Schlägl                               | St. Oswald        |
| Oepping      | Kompassrose, die auf Nachbargemeinden zeigt | Lichtenau Haslach |
| Sarleinsbach | Arnreit                                     | Auberg            |

### Klima
Die nächstgelegenen staatlichen Klimastationen befinden sich in Kollerschlag (725 m ü. A.), Reichenau (685 m ü. A.) und Aschach (282 m ü. A.).
Die Temperatur schwankt in Rohrbach-Berg während eines Jahres zwischen einem Minimum von −27,7 °C und einem Maximum von 36,3 °C. Bereits im September ist leichter Morgenfrost möglich. Rohrbach weist keine Inversionswetterlagen auf und hat durchschnittlich 121,4 Frosttage, 40 Eistage, 29,3 Sommertage und 2,9 Tage über 30 °C = heißer Tag. Die durchschnittliche jährliche Niederschlagsmenge liegt bei rund 760 mm. Die durchschnittliche Schneehöhe beträgt 48 cm bei einem Maximum von 70 cm. Die Dauer der Schneedecke bewegt sich zwischen 4 und 107 Tagen.
Rohrbach und Berg traten 1999 dem Klimabündnis Österreich bei. Die Gemeinde verweist auf eigene Aktivitäten zur kontinuierlichen Verminderung der Treibhausgas-Emissionen, beispielsweise in den Bereichen Energie, Verkehr und Landwirtschaft.

## Geschichte

### Namensentwicklung
Der Name Rohrbach deutet etymologisch auf eine ehemals sumpfige Umgebung hin, die zur Errichtung der Siedlung trockengelegt wurde. Der Rohrbach führte vom heutigen Poeschlteich durch mit Rohrkolben bewachsenes Sumpfgelände zum Fischbach. Diese Rohrkolben finden sich auch im Wappen der Stadt. Der Ortsname war um 1200 Rorebach, im 13. Jahrhundert Rohrebach, Rorpach oder Rarbach, 1413 wurde der Ort als Rorbach und 1562 als Rorwach bezeichnet. Erst viel später wurden die Rohre im Boden verlegt, durch die der Bach heute fließt.
Der Simplex Berg bezieht sich auf den heute unter Maria Trost Berg bekannten Berg, an dessen Fuße die Ortschaft Berg liegt.
In der Mühlviertler Mundart lautet der Ortsname Reowá. Die erste Silbe des Namens Reo fußt auf dem bairischen Wort Reo oder Rea, das es im Allgemeinen in dieser Form heute nicht mehr gibt. Die zweite Silbe wurde von -bach zu -wa abgeschwächt.

### Mittelalter

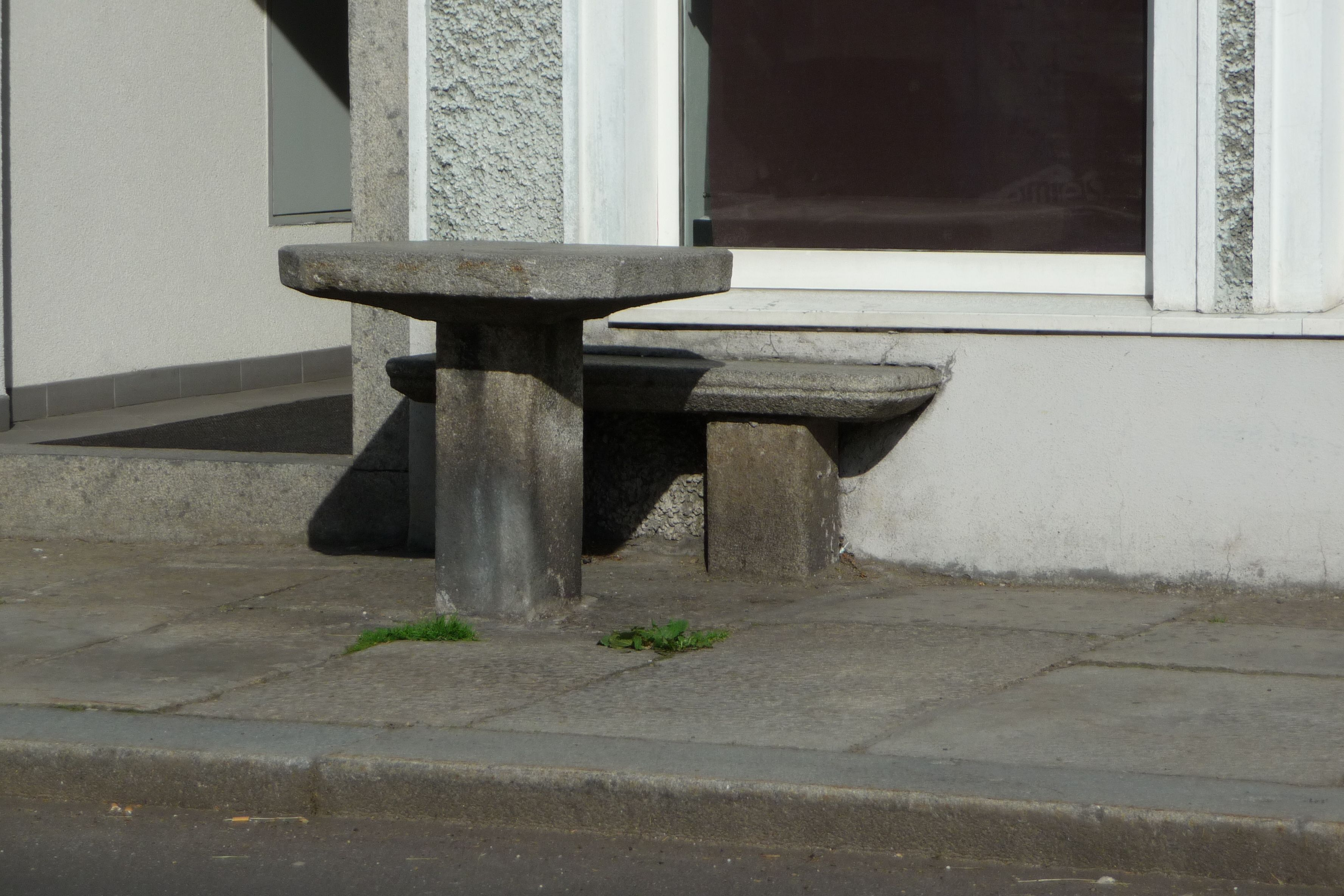
Ein Steintisch, damit wurde im Mittelalter die Echtheit der Münzen geprüft.

Das westlich der Großen Mühl liegende heutige Gemeindegebiet von Rohrbach gehörte zu Beginn des Mittelalters zum Herzogtum Baiern, das ab 788 zur Provinz des Fränkischen Reiches unter Karl dem Großen wurde. Das heutige Stadtgebiet wurde im 11. Jahrhundert besiedelt, da sich hier die Salzstraßen Goldener Steig und Via Regia kreuzten, auf denen Salz aus Hallein über Passau beziehungsweise aus dem Salzkammergut über Linz nach Böhmen transportiert wurde. Weitere Handelswege führten von den damaligen Donauhäfen Obermühl in der heutigen Gemeinde Kirchberg ob der Donau, Landshaag in der Gemeinde Feldkirchen an der Donau und Niederranna in der Gemeinde Hofkirchen im Mühlkreis über Rohrbach ebenfalls nach Böhmen. So entstanden erste Rast- und Verpflegungsstätten für die Säumer und Fuhrleute. Der Weg von Obermühl über Rohrbach war damals die kürzeste Verbindung zwischen Donau und Moldau in dieser Gegend.
Zu Beginn des 13. Jahrhunderts erfolgte eine planmäßige Anlage des Ortes durch 44 Urbürger, womit sich der Rastplatz zu einem Marktort entwickeln konnte. Diese Gründung des Ortes dürfte ein Werk der Falkensteiner von der Burg Falkenstein gewesen sein, die einen Stützpunkt südlich des Böhmerwaldes benötigten. Genauere Angaben zur Ortsentstehung sind verloren gegangen.
Rohrbach befand sich im Einflussbereich des Bistums Passau, wobei der religiöse Mittelpunkt des Seelsorgsraums in Pfarrkirchen im Mühlkreis lag.
1303 wurde Rohrbach eine eigene Passauer Pfarre, die jedoch wenige Jahre später, 1319, dem als Rodungskloster 1207 und 1218 gestifteten Prämonstratenser Chorherren Stift Schlägl zugeschlagen wurde. Während des Entstehungszeitraums Österreichs ab dem 10. Jahrhundert zählte das Gebiet westlich der Großen Mühl noch nicht zum Bereich der Babenberger. Erst ab dem 14. Jahrhundert gelang den österreichischen Landesherren die Ausdehnung ihres Herrschaftsgebietes auf diese Region.
Zwar war das Gebiet österreichisches Hoheitsgebiet, jedoch gleichzeitig passauisches Reichslehen und Teil des Reichsfürstentums Bistum Passau. Dies hatte zur Folge, dass die Gerichtsbarkeit im Landgericht Velden in diesem Bereich von einem passauischer Landrichter ausgeübt wurde. Die Situation wurde erst 1765 durch einen Vertrag zwischen Maria Theresia und dem Fürstbistum bereinigt und die Ausdehnung des heutigen Oberen Mühlviertels festgelegt.
1320 wurde Rohrbach erstmals als Markt bezeichnet und 1373 ein Schulmeister beurkundet. Die Urkunde über die ursprüngliche Verleihung von Marktprivilegien ist in den Hussitenkriegen 1427 verbrannt. Die Hussiten zerstörten damals den ganzen Ort samt Pfarrkirche. Erst 1459 erneuerte Herzog Albrecht die Marktrechte, die zwei Jahrmärkte und einen wöchentlichen Markt umfassten. Der Wochenmarkt entwickelte sich im Laufe der Zeit zum wichtigsten Viehmarkt des oberen Mühlviertels, da der Viehverkauf für die bäuerliche Bevölkerung, die rund 80 % der Gesamtbevölkerung im Umkreis ausmachte, eine der Haupteinnahmequellen darstellte. In der Blütezeit wurden jeden Montag rund 1300 Stück Vieh zum Kauf angeboten.
Die Bürger des Ortes lebten vom Handel und Handwerk, da die landwirtschaftlichen Nutzflächen mit durchschnittlich 2,3 Hektar Land zu klein waren und nicht erweitert werden konnten. Auf Grund der Tradition als Rast- und Nächtigungsort waren bis ins 19. Jahrhundert überdurchschnittlich viele Wirte und Handwerker unter den Bürgern, auch eine bürgerliche Bierbrauerei wird bereits 1320 erwähnt.
Die Handelstätigkeit sicherte den Wohlstand der Bürger. Eine wichtige Einnahmequelle wurde im Spätmittelalter und in der frühen Neuzeit der Handel mit Salz aus Salzburg und Bayern, bis die Freistädter das Recht zur gewinnbringenden Ausfuhr des Salzes nach Böhmen als Monopol beanspruchten. Ab 1547 wurde Böhmen ausschließlich mit Salz aus dem Salzkammergut versorgt. Der Salzhandel über Rohrbach kam ab 1570 gänzlich zum Erliegen, als Freistadt beim Landeshauptmann eine Sperre aller Obermühlviertler Straßen für den Salzhandel erwirkte und nur noch der Weg über Freistadt für den Salztransport verwendet werden durfte.
Die erste urkundliche Erwähnung des Namens Berg geht auf das Jahr 1231 zurück als ein Henricus de Monte als Zeuge eines Vertrags zwischen dem Bischof von Passau und Witiko von Prčice und Blankenberg genannt wurde. Er gehörte dem Adelsgeschlecht der Perger an, die die Grafen am Berg bis zum Aussterben der Linie 1541 waren. Das Erbe trat das Geschlecht der Rödern an, die bis 1743 die Herrschaft am Schloss Berg bei Rohrbach innehatten.

### Neuzeit bis zum Ende des 19. Jahrhunderts

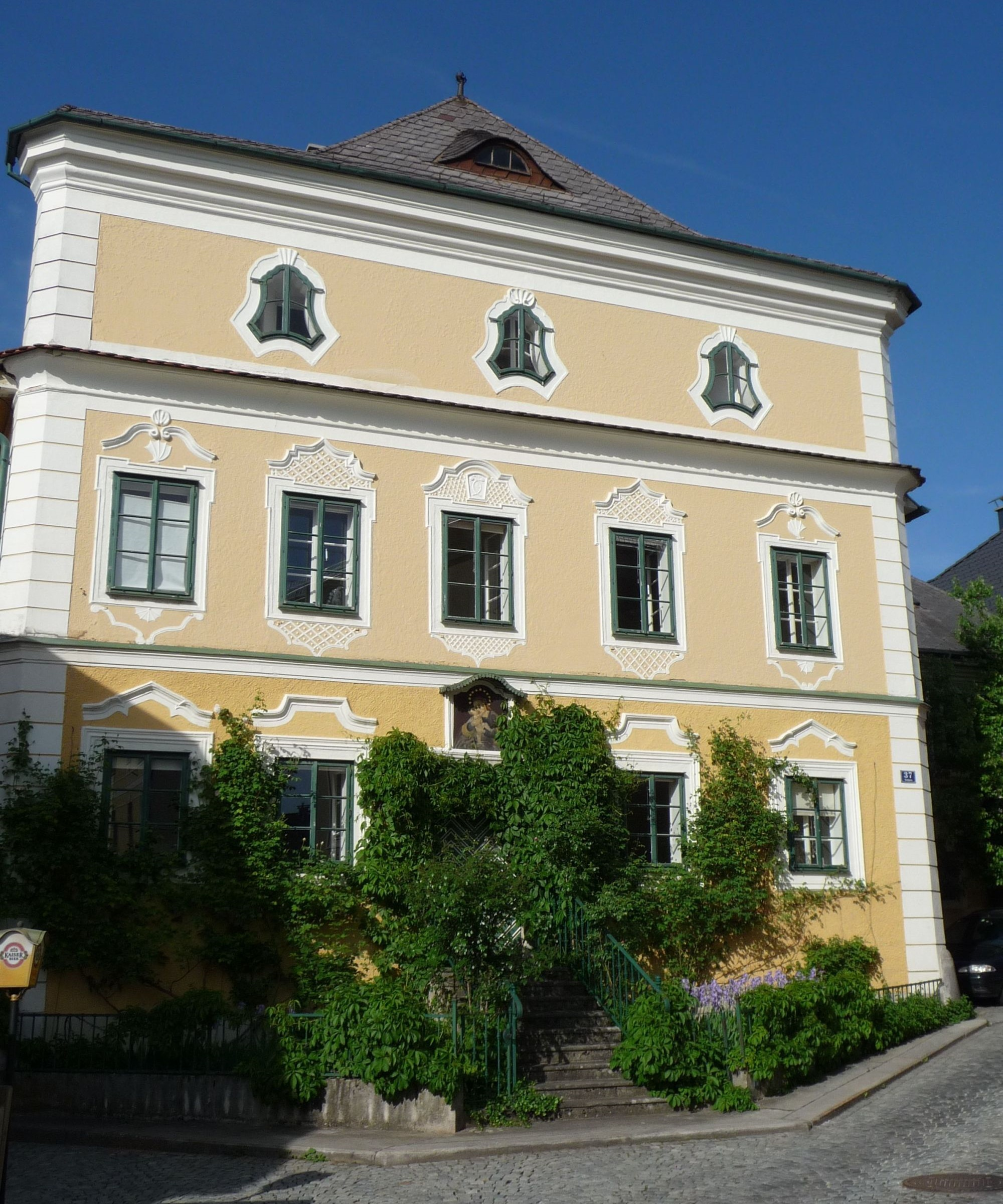
Poeschl Haus, früher ein langgestrecktes Fabrikgebäude für rund 400 Beschäftigte

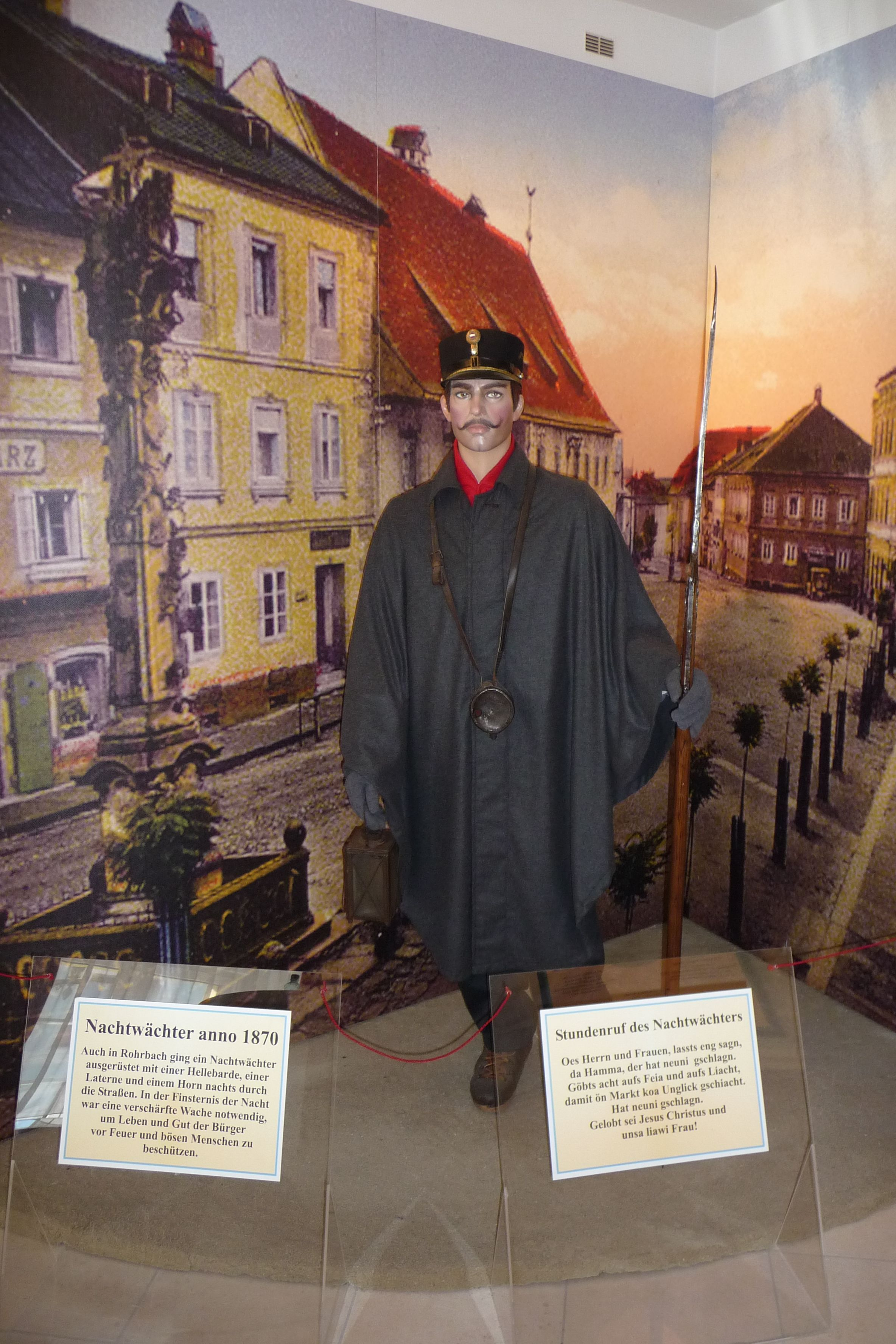
Nachtwächter um 1870 (Stadtgeschichteraum)

Neben dem Wochenmarkt war der Handel mit Ochsen aus Ungarn nach Bayern eine wichtige Einnahmequelle. Rohrbach lag an einer im 15. und 16. Jahrhundert stark frequentierten, überregionalen Handelsstraße und stellte die dafür erforderlichen Kapazitäten an Raststationen, Nächtigungs- und Einstellmöglichkeiten sowie Futterversorgung zur Verfügung. Nördlich und südlich der Donau wurden damals jedes Jahr bis zu 100.000 Stück Vieh nach Nürnberg und Frankfurt getrieben. Im Laufe des 17. Jahrhunderts versiegte diese Einnahmequelle.
Am 17. Mai 1626 brach südlich vom Rohrbach in der heutigen Gemeinde Lembach der Oberösterreichische Bauernkrieg aus. Die Bauern kamen über Sarleinsbach nach Rohrbach und rekrutierten zahlreiche Männer für das Bauernheer. Am 27. Mai und im September 1626 wurden Rohrbach und das benachbarte Schloss Berg vorübergehend von Bauern besetzt. Zu Winterbeginn war der Krieg vorüber. 1662 bis 1705 fanden in Rohrbach Passionsspiele statt.
Der Leinenhandel, dessen Blütezeit um 1700 war, ersetzte den Ochsenhandel als Einkommensquelle. In den darauf folgenden Jahrzehnten verlor dieser Wirtschaftszweig aber wieder an Bedeutung. Während 1793 noch zehn Leinwandhändler Produkte ankauften, waren es 1807 nur mehr vier. Nach dem Niedergang der Leinenerzeugung um 1820 folgte der Aufstieg der Lederherstellung und der Lederwarenerzeugung. 1852 beschäftigte Josef Poeschl in seiner Lederwarenfabrik rund 400 Personen. Weiters wurde um die Mitte des 19. Jahrhunderts in der Gegend um Rohrbach Hopfen angebaut und damit gehandelt.
Im Markt Rohrbach bestanden im 17. Jahrhundert eine Bürgerlade und eine Spitallade für Archivzwecke im Rathaus, ein weiterer Archivraum im Kirchturm und eine Handregistratur beim jeweiligen Marktrichter. Durch mangelhafte Geschäftsführung gingen große Teile des Archivgutes verloren. Eine Neuordnung erfolgte 1904 bis 1910.
Die große Anzahl der Märkte ohne städtischem Mittelpunkt war charakteristisch für das Obere Mühlviertel. Jede größere Herrschaft wollte einen Markt haben und es gab sogar Märkte mit einer Befestigung, wie Haslach. Selbst im Jahr 1780 war Rohrbach nur der viertgrößte Markt, nach Haslach (140 Häuser), Neufelden (85) und Sarleinsbach (79). Ausschlaggebend für die Bevorzugung Rohrbachs bei der Ansiedelung von Verwaltungsstellen dürfte die zentrale Lage unter den erwähnten Märkten im Oberen Mühlviertel gewesen sein.
1749 wurde in Rohrbach eines der neuen Kreisämter eingerichtet und ab 1788 gab es an Stelle von Marktrichtern Bürgermeister, denen ein geprüfter Syndikus und Räte für die Rechtspflege im Ort und in den angrenzenden Märkten zur Seite gestellt wurden. Diese josephinische Gerichtsbarkeit löste sich jedoch bald wieder auf.
Während der Napoleonischen Kriege wurde Rohrbach mehrfach unter anderem von Soldaten aus Bayern besetzt. Am 9. Mai 1809 zogen geschätzte 6000 französische Soldaten nach Rohrbach und plünderten den Markt. Der von Franzosen durchschossene Wetterhahn am Dach des Rathauses, der sich früher an der Kirchturmspitze befand, zeugt davon. Damals wurde Rohrbach als Markt mit 60 Häusern und einem Brauhaus beschrieben.
Während des Wochenmarkts dominierte der Bierverkauf, der im 17. und 18. Jahrhundert eine wichtige Einnahmequelle des Marktes darstellte. Um 1850 wurden von 15 Wirten 2500 bis 3000 Hektoliter Bier ausgeschenkt. Das im Jahr 1636 erstmals erwähnte kommunale Brauhaus der Rohrbacher am Standort Rohrbach 3, heute Stadtplatz 16, wurde im 19. Jahrhundert verpachtet und später verkauft. Die Brauerei existierte bis 1966.
Ein um 1815 eingerichteter Sanitätsbezirk erhielt zunächst seinen Mittelpunkt in Neufelden. Bereits 1818 wurde der Bezirksarzt Franz Kühn in Rohrbach ansässig und war als einziger ausgebildete Mediziner für rund 60.000 Einwohner zuständig. Bereits 1863 wurde vom Gemeinderat die Errichtung eines Spitals diskutiert, jedoch erst 1982 realisiert.
1837 errichtete der Markt eine erste Kanalisation. Ab 1840 nahm eine Postverbindung mit Linz den Betrieb auf und ein Postamt wurde eingerichtet. 1867 erfolgte die Eröffnung eines Telegraphenamtes.
1849 wurde Rohrbach Standort von Bezirksgericht, Bezirkshauptmannschaft und k.k. Steueramt (Finanzamt). Der Ort konnte sich damit in dieser Beziehung gegen den wichtigen Konkurrenten Haslach durchsetzen.
Anfang der 1870er Jahre entstand die örtlichen Sparkasse, aus der sich die Sparkasse Mühlviertel-West entwickelte. Am 17. Oktober 1888 erfolgte mit der Eröffnung des Bahnhofs der Mühlkreisbahn in der Nachbargemeinde Berg der Anschluss an das österreichische Schienennetz. Der geplante Ausbau der Bahn nach Böhmen und Bayern kam nicht mehr zustande. Ab 1889 erschien mit den Mühlviertler Nachrichten eine in Rohrbach produzierte Zeitung.

### 20. und 21. Jahrhundert

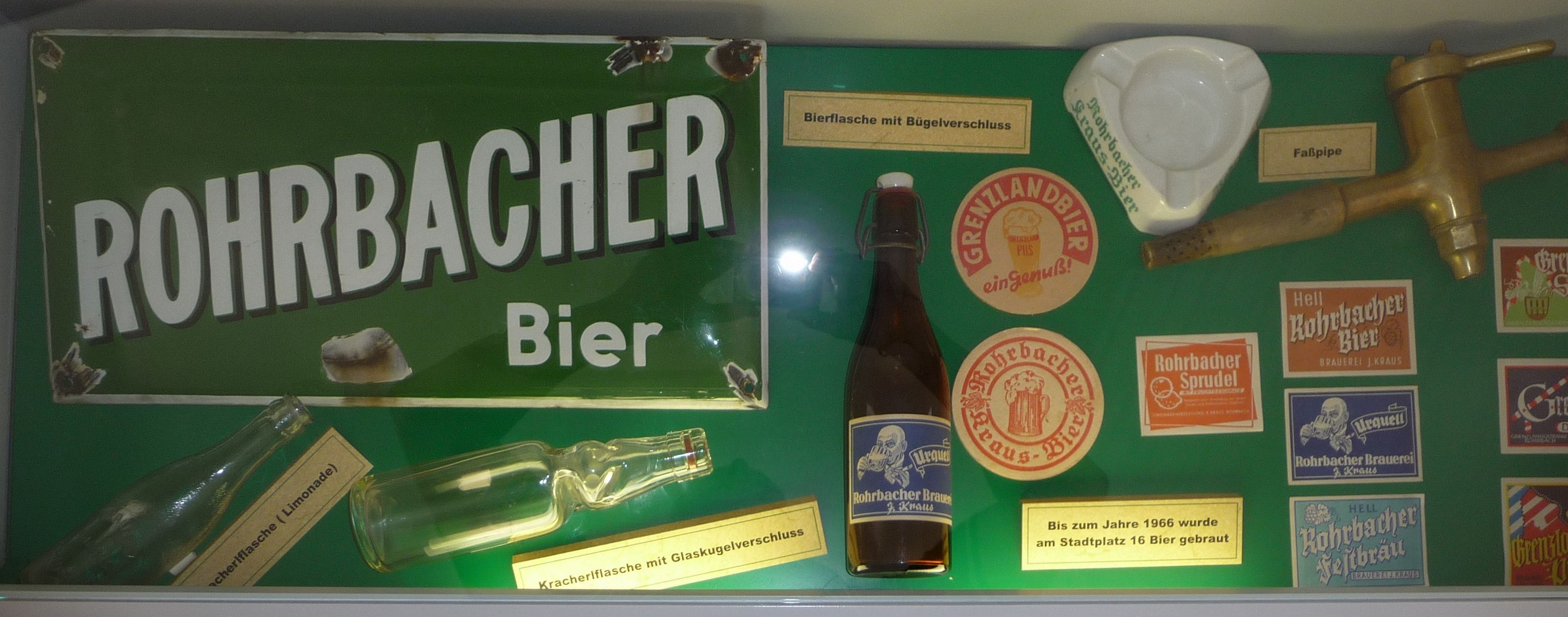
Rohrbacher Bier (bis 1966)

1906 entstand das erste Kino und ab 1914 gab es elektrisches Licht, wobei der Strom vom eigenen Kraftwerk am Standort Teufelmühle an der Großen Mühl auf dem Gemeindegebiet von Auberg erzeugt wurde.
Im Ersten Weltkrieg zählte die Stadt 137 Gefallene und Vermisste. 1920 wurde wie in vielen anderen Gemeinden in Oberösterreich ein Notgeld eingeführt. 1922 bekam Rohrbach mit der Bürgerschule die erste Hauptschule des Bezirks und 1926 brach der letzte Großbrand im Ortsgebiet aus. Die nachfolgende Renovierung der Häuser prägt das heutige Erscheinungsbild Rohrbachs. Der Wochenmarkt wurde im Ersten Weltkrieg eingestellt, Neugründungen 1921 und 1936 scheiterten.
1938 wurde die bis dahin selbstständige Gemeinde Frindorf aufgelöst und der größte Teil des Gemeindegebiets der Gemeinde Berg zugeschlagen (ein kleiner Rest ging an Arnreit).
Nach dem Anschluss Österreichs an das Deutsche Reich am 13. März 1938 gehörte der Ort zum Gau Oberdonau. 1941 bemühte sich der Markt um die Erhebung zur Kreisstadt. Am 30. April 1945 erreichten amerikanische Soldaten Rohrbach. Bei den Kämpfen wurden rund zehn Häuser durch Granaten beschädigt. Nach Kriegsende lag Rohrbach zunächst im Bereich der amerikanischen Besatzungszone. Ab August 1945 war das ganze Mühlviertel zehn Jahre lang von sowjetischen Truppen besetzt und Rohrbach war Sitz der Kommandantur des Bezirks.
Ab Mitte der 1960er Jahre wurde Rohrbach zum Schulort. Zwischen 1963 und 1987 wurden sukzessive mittlere und höhere Schulen, eine kaufmännische Berufsschule, eine Landesmusikschule und eine Krankenpflegerschule eröffnet.
1964 wurde neben dem 1914 in Betrieb genommenen Standort Teufelmühle ein weiteres Kraftwerk am Standort Iglmühle an der Großen Mühl auf dem Gemeindegebiet von Arnreit errichtet und 1977 wurden die beiden Kraftwerke samt Stromnetz an die heutige Energie AG verkauft.
Am 24. März 1986 wurde die Marktgemeinde von der oberösterreichischen Landesregierung zur einzigen Stadt des Bezirks erhoben, die Feier zur Stadterhebung war am 5. Juli 1987. Der Linzer Operettenkomponist Igo Hofstetter widmete diesem Anlass den Rohrbacher Stadtmarsch.
1989 wurde bei Bauarbeiten am Schlosserhügel zufällig ein mittelalterlicher Erdstall entdeckt. Er liegt rund 300 Meter westlich des Ortszentrums und die Funde mittelalterlicher Gebrauchskeramik sind heute im OÖ Landesmuseum verwahrt.
Nach den im Jahr 2002 vollzogenen Schließungen verblieb in Rohrbach das einzige Bezirksgericht des Bezirkes. 2004 eröffnete das Museum Villa Sinnenreich in der Poeschl-Villa, 2003 das neue Freibad AquaRo und 2004 das Kultur- und Veranstaltungszentrum Centro. Zwischen 2004 und 2008 wurde das Landeskrankenhaus sukzessive vergrößert und modernisiert.
Im Herbst 2014 wurden in Berg und Rohrbach nach einer Phase von Diskussionen Volksbefragungen veranstaltet, die eine Gemeindezusammenlegung zum Thema hatten. Bei den Abstimmungen am 19. Oktober 2014 stimmten in Rohrbach 89,28 %,
in Berg 58,06 % für eine Fusion der beiden Gemeinden. Diese wurde am 1. Mai 2015 Realität. Die beiden Bürgermeister Andreas Lindorfer und Josef Pernsteiner legten ihre Ämter nieder und die Gemeinde wurde bis zur Landtagswahl im Herbst 2015 von einem Regierungskommissär geleitet.

## Bevölkerung

### Entwicklung und Struktur
Durch die Gemeindezusammenlegung wurde Rohrbach-Berg mit 5295 Bewohnern die einwohnerstärkste Gemeinde des Bezirks.
Im Jahr 1746 wurden im Ortsteil Rohrbach 444 Einwohner gezählt. Zu Beginn des 19. Jahrhunderts dürften im heutigen Gemeindegebiet von Rohrbach weniger als 1000 Personen gelebt haben. 1846 wurde die Anzahl der Einwohner mit 1008 angegeben.
Im Jahr 1869 wohnten im Gemeindegebiet 1242 Menschen. Bis 1939 veränderte sich die Einwohnerzahl kaum, erst seit 1951 verzeichnet Rohrbach ein stetiges Bevölkerungswachstum. Bei der Volkszählung 2001 hatte Rohrbach 2353 Einwohner und am 31. Dezember 2008 verzeichnete die Gemeinde mit 2505 Personen den bisher höchsten Einwohnerstand.
Bezogen auf die Einwohneranzahl ist Rohrbach die kleinste der acht Städte des Mühlviertels.
Bei der Volkszählung 2011 betrug der Anteil der Einwohner, die 60 Jahre und älter waren 17,6 % während 19,4 % unter 15 Jahre alt waren. Der Anteil der weiblichen Bevölkerung lag bei 52,9 %.
Von den 2111 Bewohnern Rohrbachs, die 2012 älter als 15 Jahre waren, hatten 13,1 % (Berg 9,2 %) eine Hochschule oder einer verwandte Einrichtung (Universität, Fachhochschule oder Akademie) als höchste Ausbildung abgeschlossen und 14,1 % (Berg 11,1 %) eine Matura absolviert. 43,6 % (Berg 44,5 %) verfügen über einen Lehrabschluss oder den Abschluss einer berufsbildenden mittlere Schule. 29,2 % (Berg 35,1 %) der relevanten Bevölkerungsgruppe haben die Pflichtschule als höchsten Abschluss.

### Herkunft und Sprache
Der deutsche Dialekt, der im Raum Rohrbach sowie im westlichen Oberösterreich allgemein gesprochen wird, ist das Westmittelbairische. 95,2 % der Rohrbacher gaben 2011 Deutsch als Umgangssprache an. 1,1 % sprachen türkisch, 0,8 % bosnisch, der Rest andere Sprachen.
In Berg lag 2011 der Anteil der Bevölkerung, die als Umgangssprache Deutsch angaben, bei 97,5 %; ungefähr 0,7 % sprechen Kroatisch im Alltag, jeweils ca. 0,2 % Türkisch und Ungarisch; der Rest entfällt auf andere Sprachen.
Der Anteil der Rohrbacher mit ausländischer Staatsbürgerschaft lag 2011 mit 5,9 % unter dem Durchschnitt Oberösterreichs. Dabei hatten 1,1 % der Rohrbacher Bevölkerung eine Staatsbürgerschaft aus Bosnien und Herzegowina, 0,9 % eine aus der Türkei und 2,0 % aus anderen Ländern der Welt. Insgesamt waren 2001 etwa 6,9 % der Rohrbacher im Ausland geboren.
In Berg besaßen 2011 95,0 % der Bevölkerung eine österreichische Staatsbürgerschaft, die größte Gruppe von Menschen ohne österreichischer Staatsbürgerschaft kamen aus der EU (3,8 % der Bevölkerung), danach kommen mit Menschen aus dem ehemaligen Jugoslawien (ohne Slowenien) oder der Türkei mit 0,7 %.

### Religion
Bei der Volkszählung 2001 haben 2141 Personen (91,1 %) römisch-katholisch als Religionsbekenntnis angegeben, 78 (3,3 %) islamisch, 30 (1,3 %) evangelisch, 7 (0,3 %) orthodox und 95 (1,4 %) sonstige Glaubensrichtungen. 71 (3,0 %) Rohrbacher haben sich zu keiner Religion bekannt.
In Berg gab bei der Volkszählung 2001 95,5 % der Bevölkerung, römisch-katholisch zu sein, danach kommen 0,8 % islamische Bürger und 0,5 % evangelische; 2,6 % der Bevölkerung sind Menschen ohne religiöses Bekenntnis.
Die römisch-katholische Pfarre Rohrbach gehört zum Dekanat Altenfelden und umfasst auch Gebietsteile in den benachbarten politischen Gemeinden.
Neben der katholischen Stadtpfarrkirche und dem Pfarrheim bestehen keine weiteren religiösen Versammlungsräume auf Gemeindegebiet. Die Mitglieder der evangelischen Kirche gehören zur evangelischen Pfarrgemeinde Linz-Urfahr.

## Kultur und Sehenswürdigkeiten

### Bauwerke

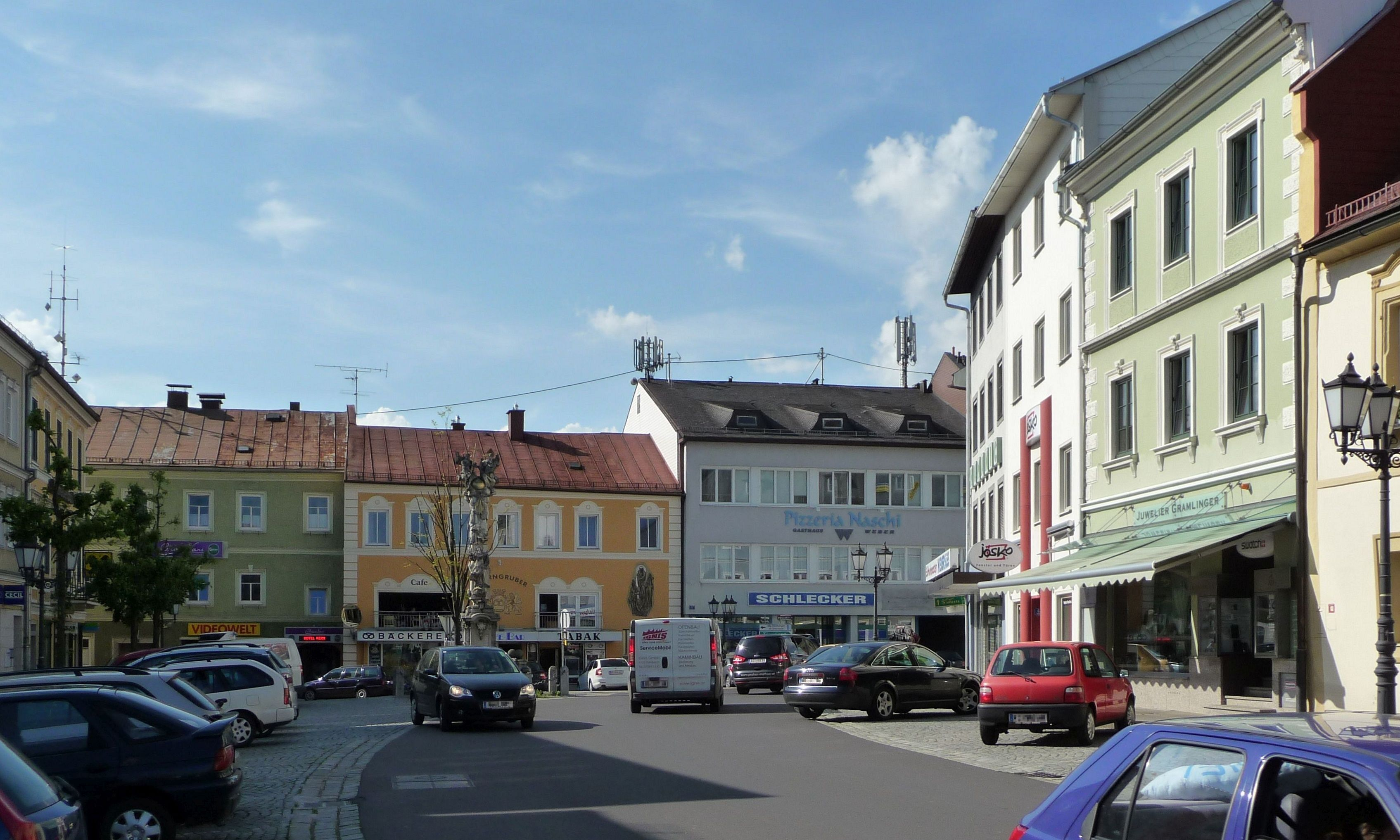
Stadtplatz mit Pestsäule

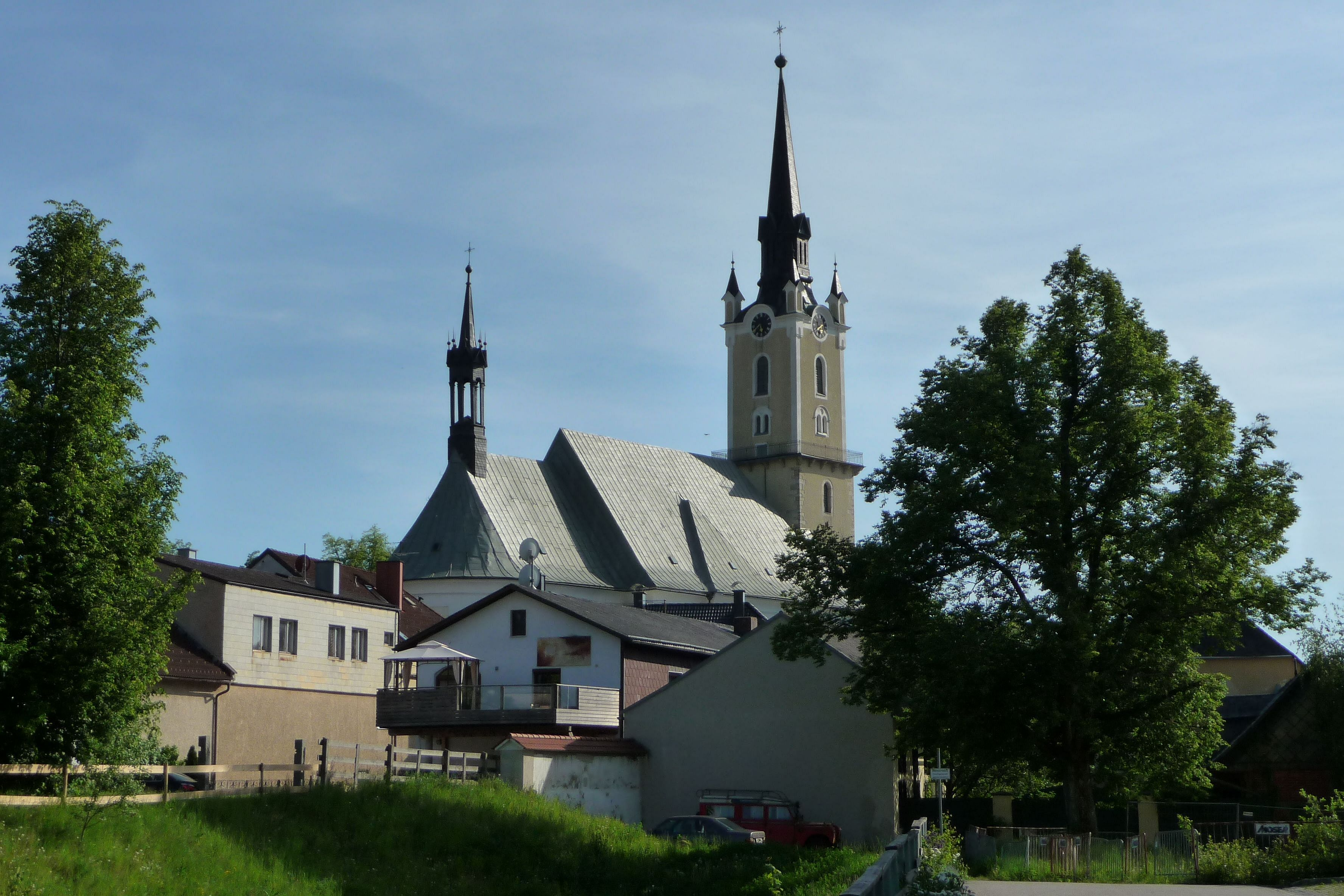
Stadtpfarrkirche

- Rohrbach verfügt über ein planmäßig angelegtes Ortszentrum mit einem längsrechteckigen Straßenplatz, der aus einem ursprünglich größeren quadratischen Platz mit einer Kirche in der Mitte entstanden ist. Schon im 13. Jahrhundert wurde der Kirchenplatz samt Friedhof abgetrennt und durch die Verbauung verschwand die Kirche samt Friedhof hinter einer Häuserzeile. Verdeutlicht wird dies durch die Straßenzüge, die auf den ehemaligen Platz führen. Bis heute dominiert nur der 75 Meter hohe Kirchturm das Stadtbild.
- Die Stadtpfarrkirche Rohrbach steht leicht erhöht nordöstlich des Stadtplatzes. Eine Pfarrkirche wurde 1303 urkundlich erwähnt, um 1450 entstand im Zuge des Wiederaufbaus nach den Hussitenkriegen ein spätgotischer Kirchenbau. Um 1700 wurde der heutige, barocke Neubau errichtet, wobei der spätgotische Kirchturm erhalten blieb. Der Bau ist eine vierjochige, barocke Wandpfeilerkirche. Die Kirche gilt als einer der wichtigsten Barockbauten nördlich der Donau und ist dem Apostel Jakobus geweiht. Die Annakapelle steht südlich des Chors. Dabei handelt es sich um die ebenfalls um 1700 erbaute, ehemalige Gruftkapelle der Grafen von Rödern von Schloss Berg. Die Kirche liegt an der Jakobsweg-Teilstrecke, die von Český Krumlov (Krumau) über Stift Schlägl nach Passau führt.[24]
- Als Sitz der Herrschaft am Berg wurde das Schloss Berg bei Rohrbach von Erasmus von Rödern im 16. Jahrhundert errichtet. Allerdings sind von diesem Schloss nur noch der Wirtschaftshof, ein Teil des Herrenhauses und ein Rundturm der Umfassungsmauer erhalten. Von der im Mittelalter errichteten Burg am Berg ist nichts mehr erhalten, sie wurde 1626 während des Oberösterreichischen Bauernkriegs geplündert und zerstört.
- Das Rathaus von Rohrbach ist ein zweigeschoßiger Renaissancebau, der Ende des 16. Jahrhunderts entstand und im Erdgeschoß einen Renaissance-Laubengang aufweist, der früher als Markthalle der Metzger diente. Das Rathaus hat einen stichkappentonnengewölbten Durchgang von Stadtplatz zur Kirche.

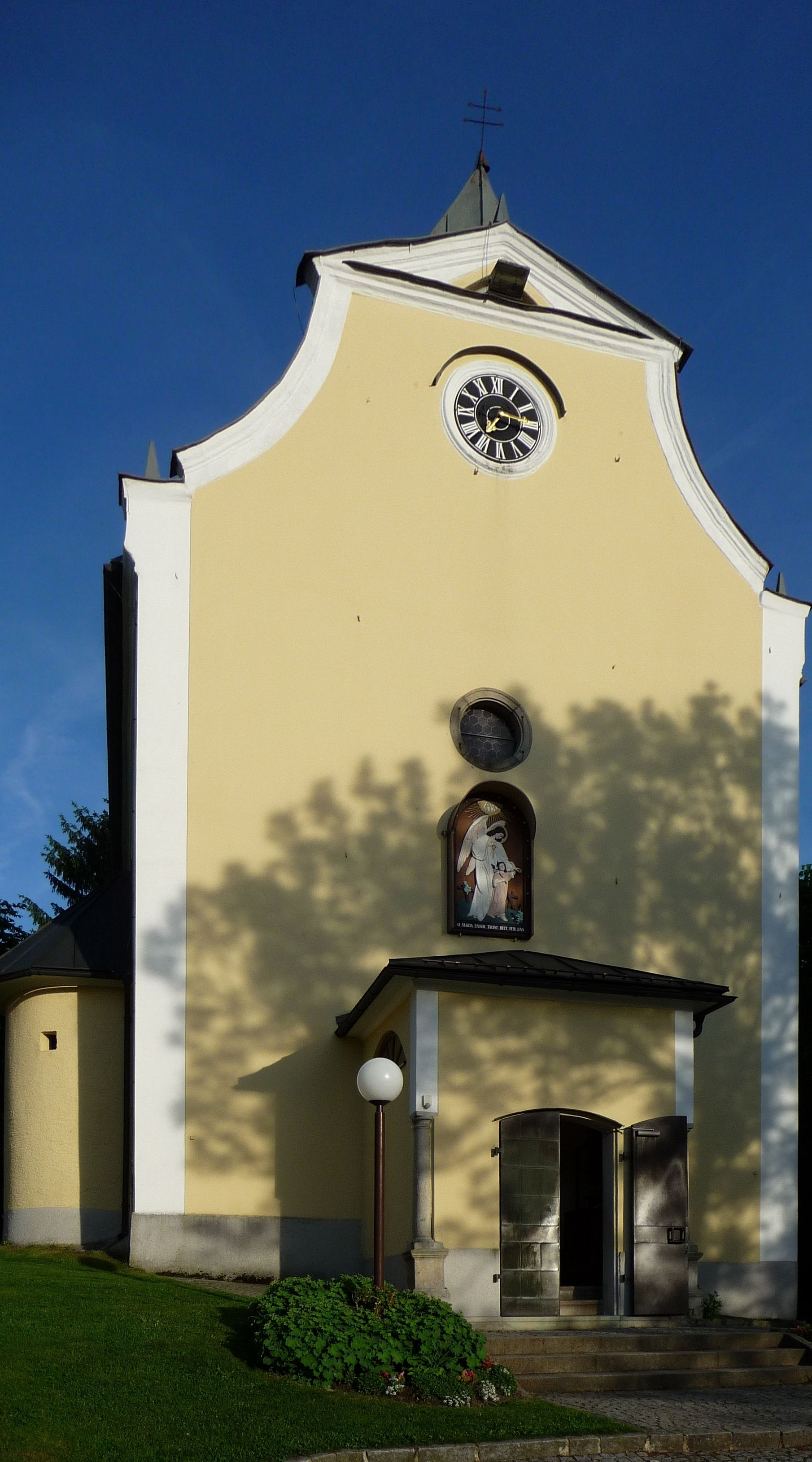
Wallfahrtskirche Maria Trost

- Im 17. Jahrhundert wurde an der Spitze des Berges die barocke Wallfahrtskirche Maria Trost errichtet, wo sich früher die Burg am Berg befand. Die Gründungslegende besagt, dass die Kirche von Theoderich von Rödern als Dank dafür errichtet wurde, dass die Schweden im Dreißigjährigen Krieg Berg verschont hatten. Seit 1913 befindet sich die Kirche im Besitz des Stift Schlägl.
- Die für das Mühlviertel untypische spätbarocke Dreifaltigkeitssäule auf dem Stadtplatz bildet dessen markanten Abschluss. Sie wurde 1743 im Auftrag von Anton Martschläger errichtet. Über einem hohen Sockel mit seitlichen Voluten steht die in Stein gemeißelte Darstellung der Dreifaltigkeit. Seitlich befindet sich die Figur Maria Immaculata, die von auf Wolken schwebenden Engeln umgeben ist.
- Die Poeschl-Villa wurde 1922/23 im Landhausstil erbaut. Das eingeschoßige Gebäude hat ein dominantes Walmdach und einen monumentalen Portalvorbau auf Säulen. Seit 2002 wird die Villa für kulturelle Veranstaltungen, als Seminarzentrum und als Museum (Sinnenwelt) genutzt. Im 11.000 Quadratmeter großen Park steht der ehemalige Marktbrunnen aus dem Jahr 1831 und ein mit der Jahreszahl 1697 bezeichneter Tabernakelpfeiler. Die zahlreichen alten Bäume des Parks machen diesen zu einem Naherholungsgebiet der Rohrbacher.

### Museen und Galerie

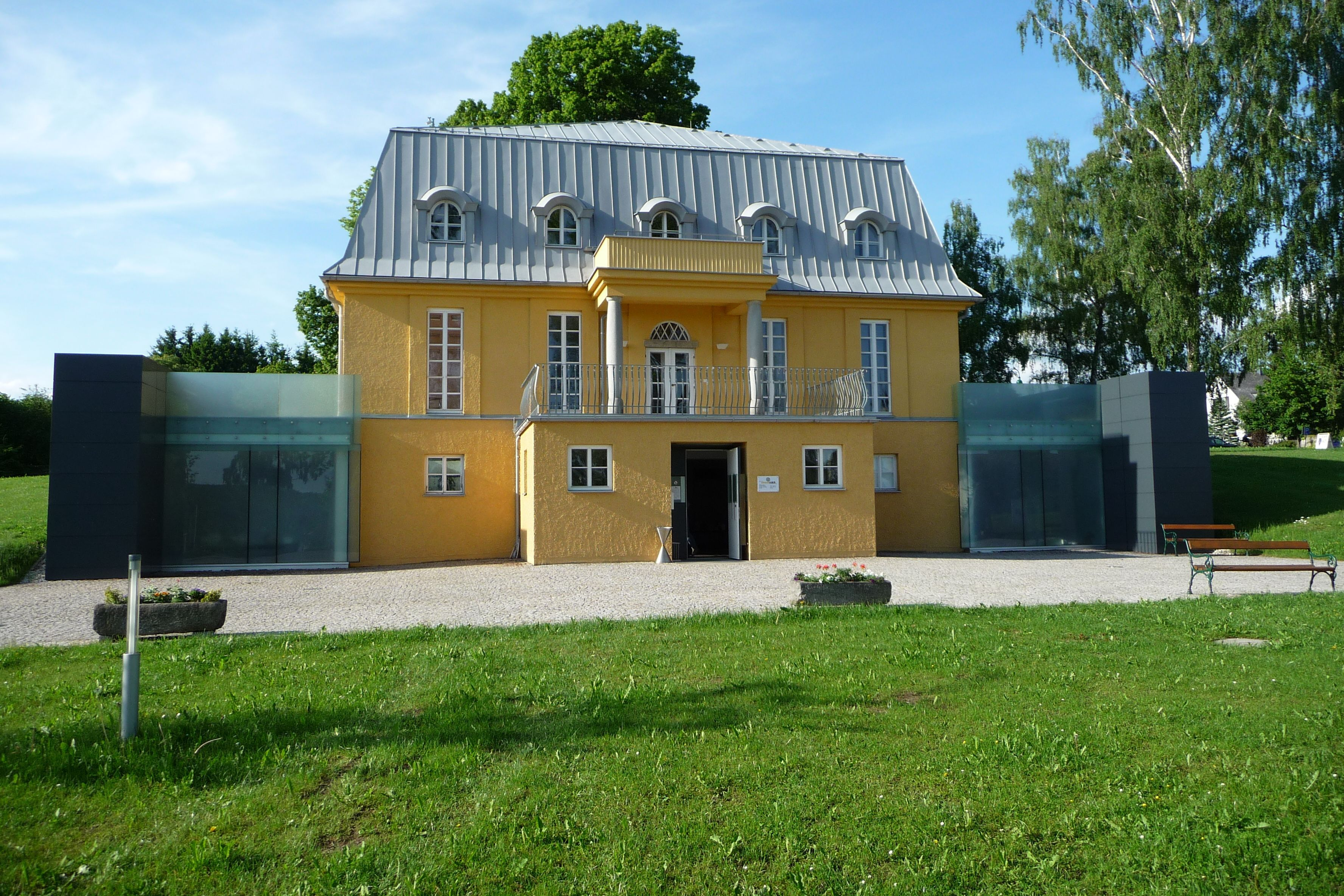
Villa Poeschl – heute Museum Villa Sinnenreich

- Im Buchdruck-Museum wird gezeigt wie vor 100 Jahren Druckwerke entstanden. Es werden die Tätigkeiten eines Schriftsetzers, Buchdruckers und Buchbinders gezeigt. Die Besucher können sich aktiv an der Erstellung eines Buches beteiligen.[25]
- Die Villa Sinnenreich ist ein Museum für alle Sinne, das 2002 von Professoren und Studenten der Kunsthochschule in Linz gestaltet worden war und in der Poeschl-Villa beheimatet ist. Auf einer Ausstellungsfläche von 400 Quadratmetern geht es um die Wahrnehmung aller fünf Sinne. Die Exponate laden zum Ausprobieren und Experimentieren ein.[25]
- Die Bezirksgalerie Rohrbach dient als Ausstellungsraum für Künstler aus dem Bezirk und bietet einen Überblick über deren bildnerisches Schaffen.
- In Berg befindet sich das Mühlkreisbahn-Museum mit der Präsentation der Geschichte von Bahnstationen der Mühlkreisbahn. Schmuckstück der Ausstellung ist die Lokomotive Aigen, die bis 1910 auf der Strecke eingesetzt wurde.[25]

### Kulturzentrum und regelmäßige Veranstaltungen

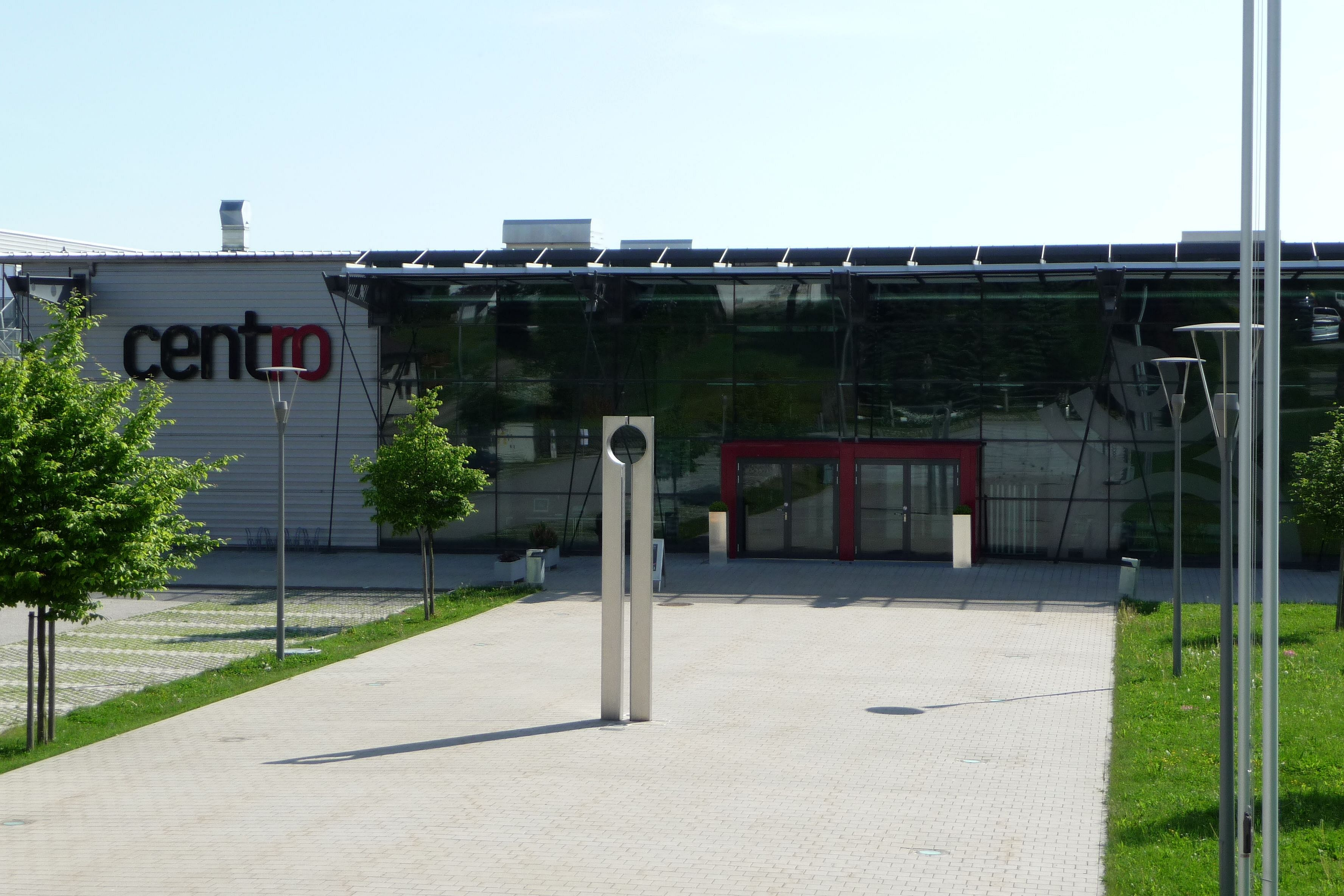
Kultur- und Veranstaltungszentrum Centro

- Das 2004 eröffnete Kultur- und Veranstaltungszentrum Centro hat eine Nutzfläche von 556 Quadratmeter, bietet Platz für bis zu 800 Personen und kann vielseitig für Messen, Bälle, Hochzeiten und Versammlungen genutzt werden.
- Zwischen Anfang April und Ende November findet wöchentlich ein Bauernmarkt statt. Die 1880 gegründete Stadtmusikkapelle veranstaltet ein jährliches Frühjahrskonzert mit Kirtag. Die 1949 erstmals veranstaltete Rohrbacher Messe wird in zweijährlichem Rhythmus abwechselnd mit dem Stadtfest abgehalten. Der jährliche Stadtlauf wird von der Sportunion durchgeführt. Anfang September wird der Berger Kirtag zum Patrozinium der Maria-Trost-Kirche veranstaltet.

### Sport und Freizeit

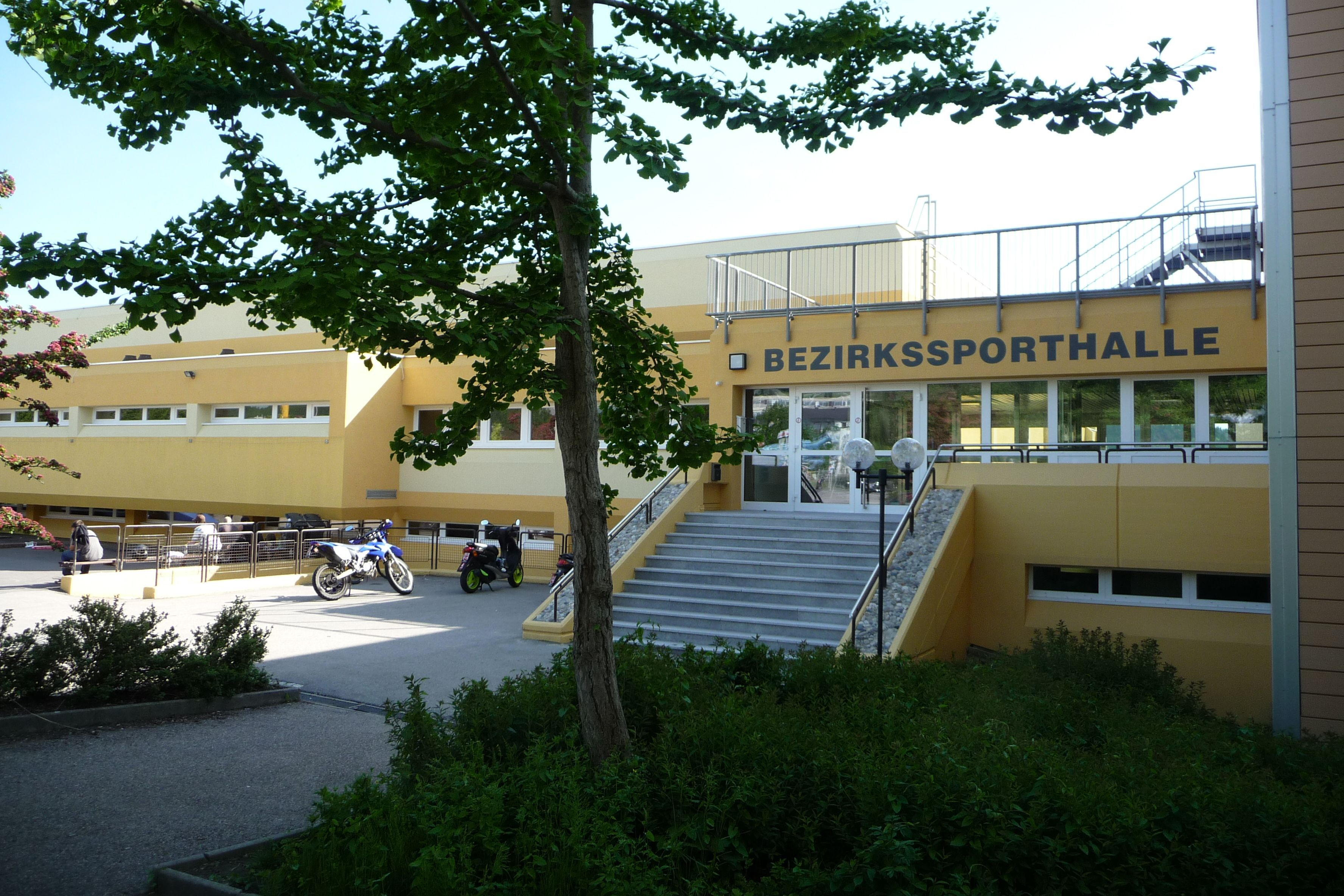
Bezirkssporthalle

Die Freibadanlage AquaRo besteht seit 2003 und ist das größte Erlebnis-Freibad des Bezirks. In dessen Nähe befinden sich mehrere Tennisplätze, eine Volleyball-, Boccia- und Inlineskateanlage sowie das 1987 errichtete Fußballstadion, das über verschiedene Einrichtungen für Leichtathleten verfügt. Die 1979 errichtete Bezirkssporthalle verfügt über eine 45 × 27 Meter große Spielfläche und 600 Zuschauerplätze.
Die 1946 gegründete Sportunion Rohrbach/Berg ist mit rund 900 Mitgliedern der größte Sportverein der Stadt. Er hatte in den ersten Jahren den Schwerpunkt auf Turnen (Olympiateilnehmer J. Eisner) und Schwimmen, während später der Fußball- und Faustballsport an Bedeutung gewannen.
In der Saison 2008/09 spielte die Faustballmannschaft der Union Rohrbach/Berg in der höchsten österreichischen Liga.
Die Fußballmannschaft Sportunion Kirchberger Rohrbach/Berg spielt seit mehreren Jahren in der Oberösterreich Liga, der vierthöchsten Spielklasse in Österreich und war damit in der Saison 2008/09 die erfolgreichste Fußballmannschaft des Mühlviertels.
In der Umgebung der Stadt befinden sich zahlreiche Wanderwege, wobei der bedeutendste die Jakobsweg-Teilstrecke von Český Krumlov über das Stift Schlägl nach Passau ist. Rohrbach-Berg wird von dem von Schlägl nach Obermühl an der Donau führenden Mühltalradweg durchquert.

## Wirtschaft und Infrastruktur

### Beschäftigung und Einkommen
Rohrbach-Berg ist das wirtschaftliche Zentrum des Bezirks: Rohrbach bot 2012 für 2984 außerhalb der Gemeinde wohnende Personen Arbeitsplätze, während 549 Rohrbacher auswärts arbeiteten. Der größere Teil der Einpendler kommt aus dem Bezirk Rohrbach, während der Großteil der Auspendler nach Linz pendelt. In Berg sieht durch die traditionell landwirtschaftlich geprägte Struktur anders aus: 2012 pendelten 1036 Bewohner zu einem Arbeitsplatz außerhalb Bergs; dabei pendelten mit 654 Personen der Großteil in eine Gemeinde innerhalb des Bezirks und hier vor allem (336) ins benachbarte Rohrbach. Nach Berg pendelten im selben Jahr insgesamt 429 Personen.
Für die Pendler bedeutete der Ausbau des Straßennetzes in Richtung Linz eine deutliche Verbesserung.
2011 waren 1,69 % der in Rohrbach beschäftigten erwerbstätigen Personen in der Land- und Forstwirtschaft tätig, in Berg lag der Anteil bei 6,98 %. In Industrie und Bauwesen waren 2011 24,12 % beschäftigt, in Berg 27,6 %. Im Dienstleistungsbereich arbeiteten 2011 in Rohrbach 73,89 %, in Berg 65,03 %.
Das mittlere Bruttoeinkommen der in Rohrbach arbeitenden Erwerbstätigen belief sich im Jahr 2006 auf monatlich 1486 Euro und lag damit deutlich unter dem oberösterreichischen Durchschnitt von 1779 Euro. Im Bezirksvergleich belegte Rohrbach damit den 17. Rang (Vorletzter). Während die männlichen Angestellten 1876 Euro verdienten, kamen die Arbeiterinnen auf weniger als 1032 Euro. Einschließlich der Auspendler wird ein Einkommen von 1741 Euro erreicht, das in etwa dem oberösterreichischen Durchschnittseinkommen entspricht. Im Bezirksvergleich befanden sich die Männer dabei auf Platz 11, während die Frauen mit Platz 18 den letzten Platz einnahmen.

### Verkehr

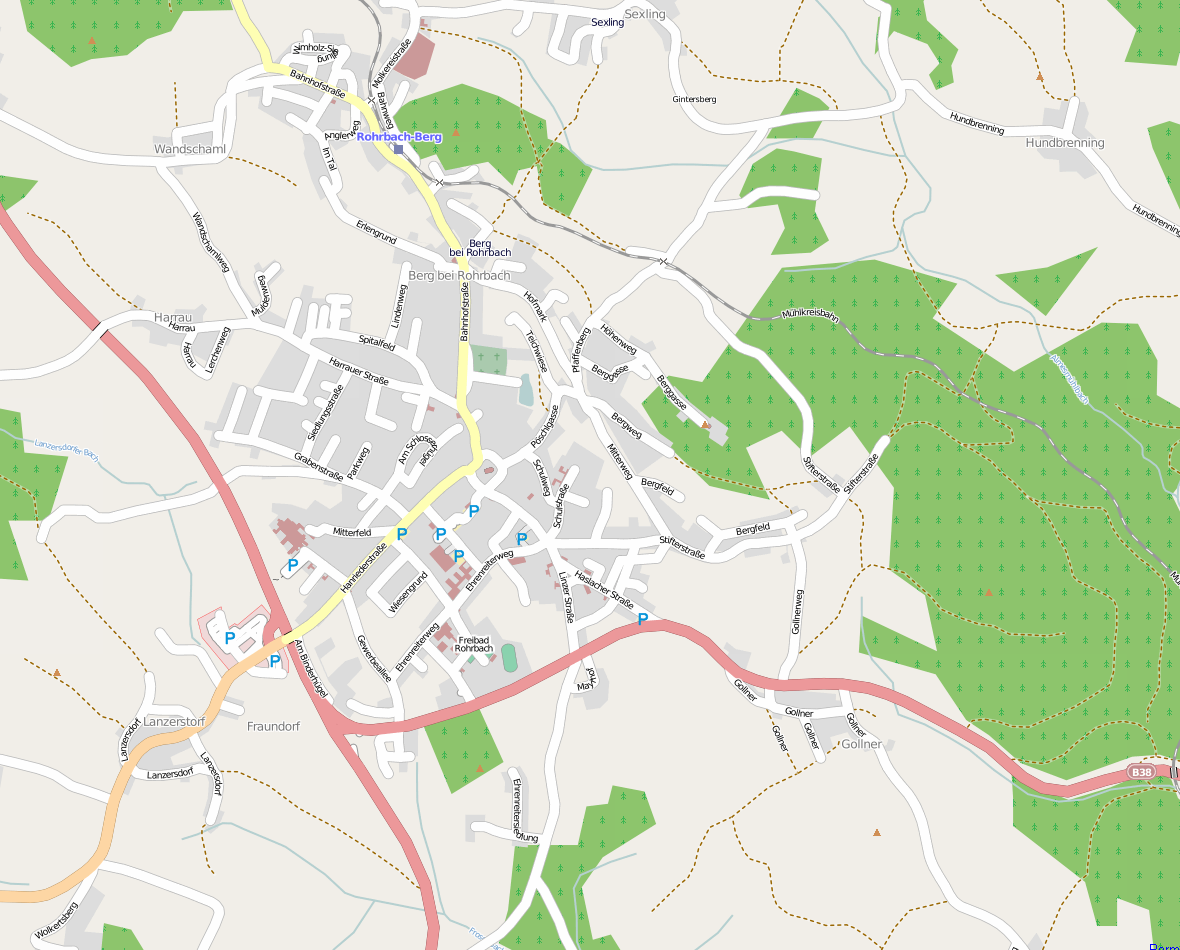
Straßenkarte von Rohrbach (OpenStreetMap)

In Rohrbach kreuzen sich mit der Rohrbacher Straße B 127 und der Böhmerwald Straße B 38 zwei Landesstraßen mit Vorrang. Der nächstgelegene Anschluss an die Mühlkreis Autobahn A 7 befindet sich in 47 Kilometern Entfernung in Linz.
Seit Oktober 1888 besteht in Berg eine Bahnstation der Mühlkreisbahn. Die Fahrt zum Bahnhof Linz Urfahr in der Landeshauptstadt Linz dauert mit dem Zug ungefähr eine Stunde und 26 Minuten, mit dem Bus dauert dieselbe Strecke ungefähr eine Stunde.
Ausgehend vom Busbahnhof Rohrbach besteht ein Netz von Busverbindungen, die im Rahmen des Oberösterreichischen Verkehrsverbundes von verschiedenen Buslinienunternehmen aufrechterhalten werden. Es existieren Verbindungen in die anderen Orte des Bezirks Rohrbach sowie des Bezirks Urfahr-Umgebung und nach Linz.

### Ansässige Unternehmen
Rohrbach-Berg ist Standort zahlreicher Fachgeschäfte und Dienstleistungsbetriebe sowie des Landeskrankenhauses mit weiteren Einrichtungen des Gesundheitswesens. Die Stadt bietet Arbeitsplätze für zahlreiche Einpendler aus den benachbarten Gemeinden.
- Größter Arbeitgeber der Stadt ist das Landeskrankenhaus mit 567 Beschäftigten.[33]
- Die im Baugewerbe tätige Weber Bau GmbH hat 130 Beschäftigte, wurde im Jahr 2000 gegründet und zählt zu den Top 500 Unternehmen in Oberösterreich.[34]

### Medien
In Rohrbach wird keine lokale Tageszeitung herausgegeben. Über die lokalen Ereignisse berichten die in Oberösterreich erscheinenden Tageszeitungen, insbesondere die Oberösterreichischen Nachrichten und die Oberösterreich-Ausgabe der Kronenzeitung.
Als regionale Wochenzeitungen erscheinen die Tips Rohrbach und die BezirksRundSchau Rohrbach.
Die Mitteilungen des Stadtamtes erscheinen drei- bis viermal jährlich.

### Öffentliche Einrichtungen

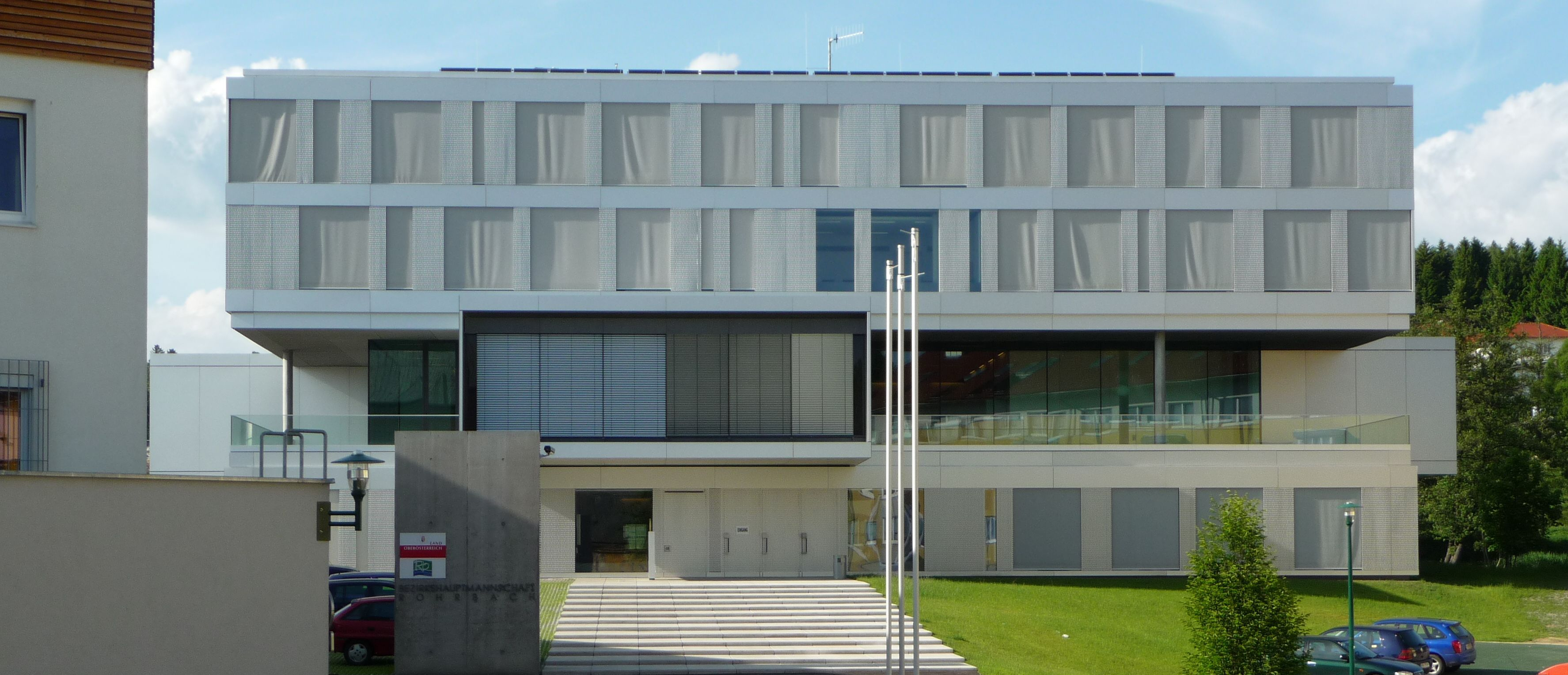
Bezirkshauptmannschaft

Rohrbach ist als Hauptort des gleichnamigen Bezirks Sitz der Bezirkshauptmannschaft, des Bezirksgerichts, des Finanzamts Freistadt-Rohrbach-Urfahr, der Oberösterreichischen Gebietskrankenkasse, des Arbeitsmarktservice, der Wirtschaftskammer, der Arbeiterkammer und der Landwirtschaftskammer. Die Bezirkssekretariate der politischen Parteien befinden sich ebenfalls in der Stadtgemeinde.
Eine regionale Straßenmeisterei ist für die ehemaligen Bundesstraßen sowie die Landes- und Bezirksstraßen zuständig. Weiters ist die Stadt Standort des Bezirkspolizeikommandos mit einer angeschlossener Polizeiinspektion.
Im Gemeindegebiet sorgen die 1873 gegründete Freiwillige Feuerwehr Rohrbach im Mühlkreis und die Freiwillige Feuerwehr Perwolfing für Brandschutz und allgemeine Hilfe.
Die Wetterstation Rohrbach befindet sich neben der Mittelschule und wird von der ZAMG betrieben.

### Bildung

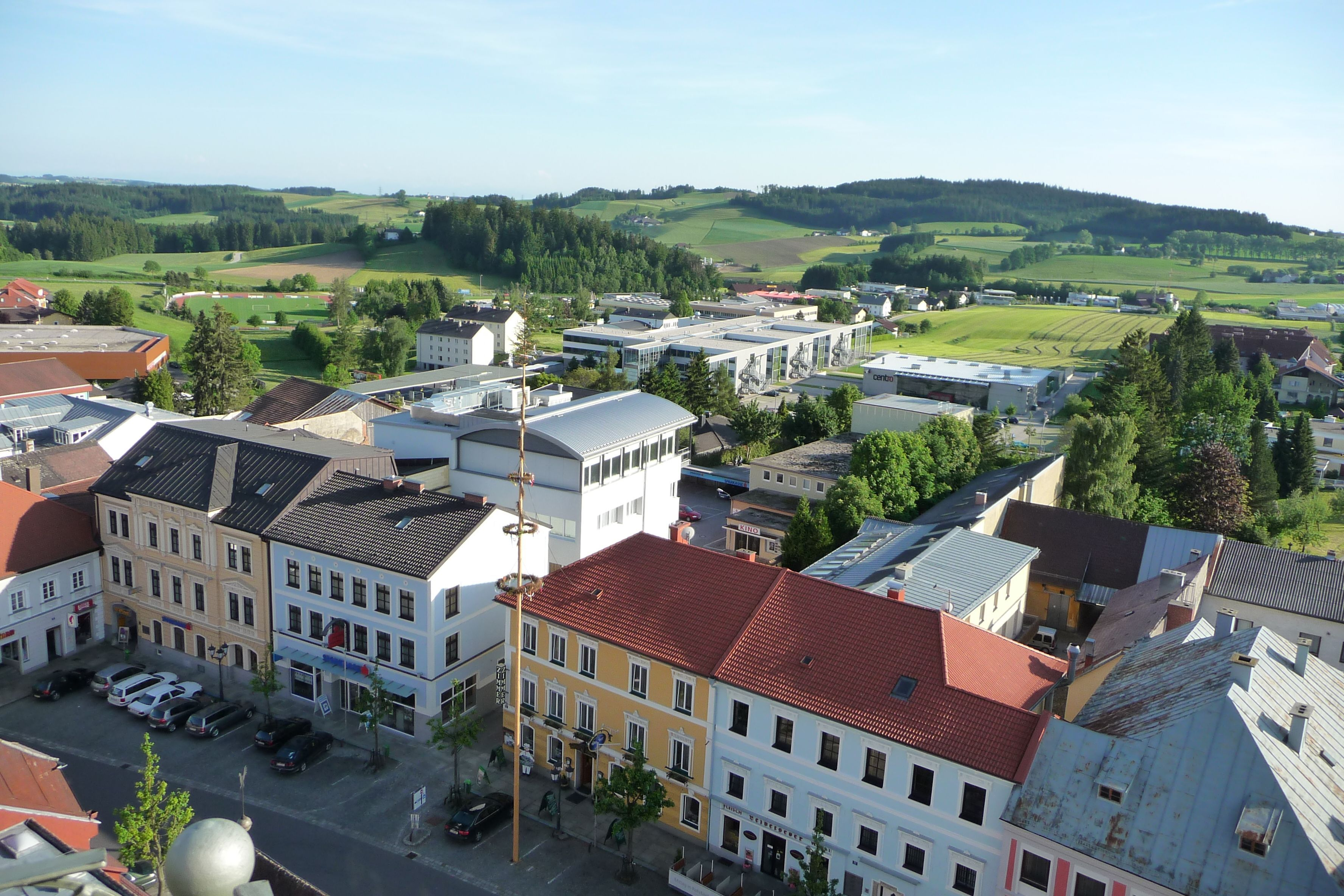
Schulzentrum (Bildmitte) vom Kirchturm gesehen

Die Stadt Rohrbach hat sich ab den 1960er Jahren zum Schul- und Ausbildungszentrum des Bezirks entwickelt. Rohrbach verfügt im Pflichtschulbereich über eine Volksschule, eine Mittelschule und eine Polytechnische Schule. Das Angebot an mittleren und höheren Schulen reicht von einem Bundesgymnasium und -realgymnasium über eine Handelsakademie und Handelsschule, eine Höhere Lehranstalt und Fachschule für wirtschaftliche Berufe bis hin zu einer Krankenpflegeschule.
Angebote für Erwachsenenbildung von Volkshochschule, WIFI und BFI sowie eine Landesmusikschule ergänzen das Bildungsangebot. Seit 2005 steht eine neu errichtete Stadtbücherei der Pfarre zur Verfügung.

### Gesundheit und Soziales

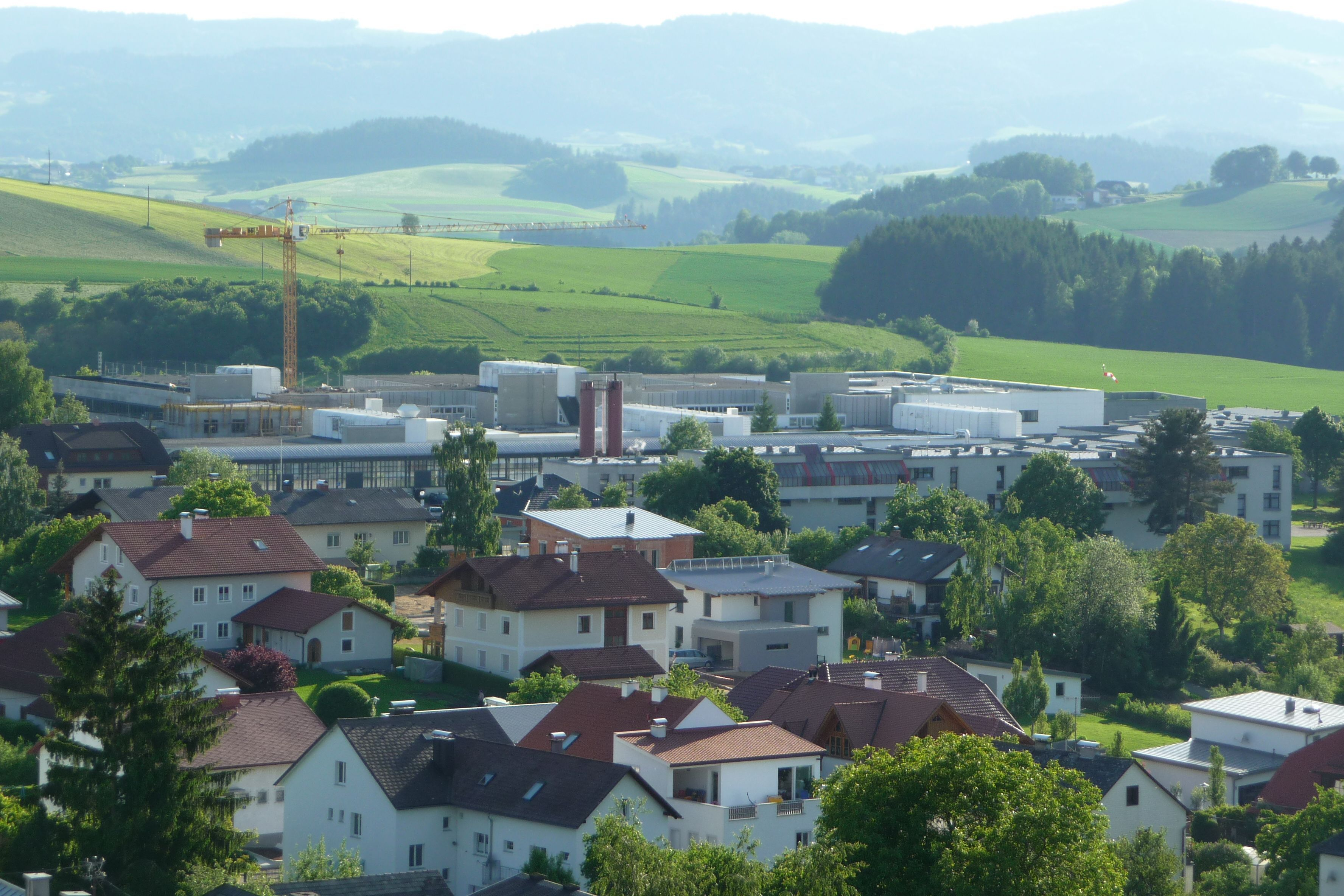
Das Krankenhaus vom Kirchturm gesehen

Die Bezirksstelle des Roten Kreuzes mit rund 100 Mitarbeitern betreut Rohrbach und die umliegenden Gemeinden.
Das 1982 eröffnete Landeskrankenhaus Rohrbach verfügt über 213 Betten sowie zwei Institute und befindet sich im Besitz der Oberösterreichischen Gesundheits- und Spitals-AG (GESPAG). Es umfasst die fünf Fachabteilungen Chirurgie, Frauenheilkunde und Geburtshilfe, Innere Medizin, Kinder- und Jugendheilkunde sowie Unfallchirurgie.
In Rohrbach stehen neben dem Krankenhaus mehrere Ärzte und Zahnärzte für die medizinische Versorgung zur Verfügung. Ein Großteil der Ärzte hat die Ordination im Ärztezentrum.

## Politik

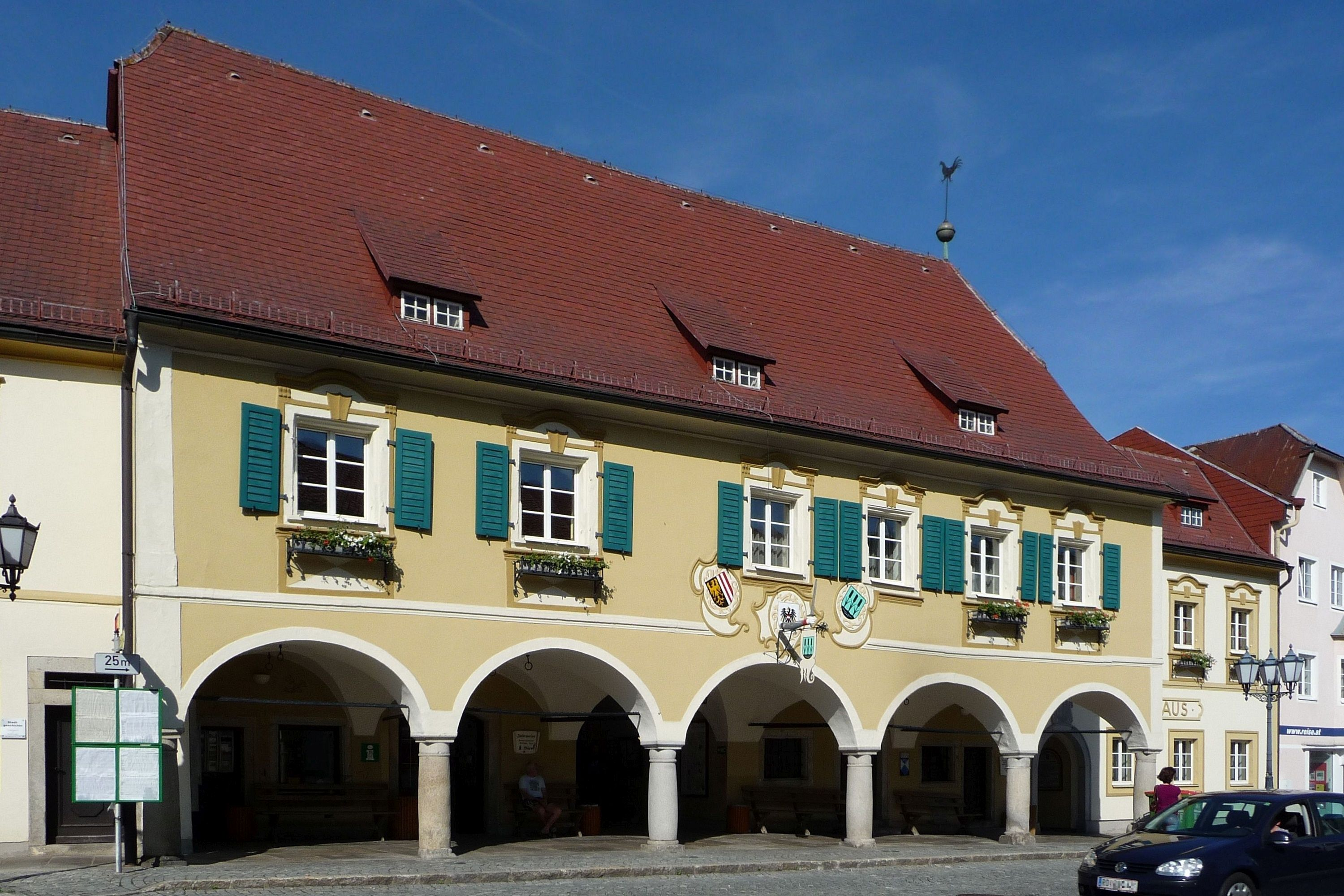
Rathaus

### Bürgermeister, Gemeinde- und Stadtrat
Die Gemeinderats- und Bürgermeisterwahlen finden alle sechs Jahre zusammen mit der Landtagswahl statt (wie schon zuvor in Rohrbach und Berg). Vor der Zusammenlegung verfügte in beiden Gemeinden seit 1945 die ÖVP durchgehend über die absolute Mehrheit der Stimmen und Mandate, während die SPÖ jeweils den zweiten Platz einnahm. Die FPÖ kandidiert seit 1973, und zwischen 1991 und 2003 war die Bürgerliste Lebendiges-Rohrbach-Berg (LRB) im Gemeinderat vertreten, die bei den beiden Wahlen 1991 und 1997 jeweils über elf Prozent erreichte. Die Bürgerliste LRB ging 1999 in den Grünen auf, und bei der Wahl 2003 erreichten die Grünen auf Anhieb den dritten Platz. Auch in Berg trat die Liste Lebendiges Rohrbach-Berg in den Jahren 1991 und 1997 an und ging dann 1999 in den Grünen auf; hier gelang den Grünen ebenfalls auf Anhieb der Sprung auf Platz 3. Die FPÖ ist seit 1991 im Berger Gemeinderat und belegte zuletzt den vierten Platz.
Der Rohrbacher und der Berger Gemeinderat bestand jeweils aus 25 Mitgliedern. Nach der Zusammenlegung musste aufgrund der Größe der neuen Gemeinde der Gemeinderat auf 31 Mitglieder wachsen. Der aus den Reihen der Gemeinderäte gewählte Gemeindevorstand, der Stadtrat, setzt sich einschließlich des Bürgermeisters und des Vizebürgermeisters aus sieben Personen zusammen.
In Berg funktionierte die Zusammensetzung analog. Die letzten beiden Bürgermeister vor der Gemeindezusammenlegung waren Andreas Lindorfer (ÖVP) in Rohrbach und Josef Pernsteiner (ÖVP) in Berg. Nach der Zusammenlegung traten beide Bürgermeister zurück und Peter Pramberger vom Amt der oberösterreichischen Landesregierung übernahm als Kommissär die Gemeindegeschäfte, ehe bei den Gemeinderats- und Bürgermeisterwahlen, die im Herbst 2015 stattfanden, Andreas Lindorfer (ÖVP) zum ersten Bürgermeister der zusammengelegten Gemeinde gewählt wurde.
- Mit den Gemeinderats- und Bürgermeisterwahlen in Oberösterreich 1997 hatte der Gemeinderat folgende Verteilung:[49]
  - Berg: 17 ÖVP, 4 SPÖ, 2 FPÖ und 2 sonstige
  - Rohrbach: 16 ÖVP, 4 SPÖ, 2 FPÖ und 3 sonstige
- Mit den Gemeinderats- und Bürgermeisterwahlen in Oberösterreich 2003 hatte der Gemeinderat folgende Verteilung:[50]
  - Berg: 16 ÖVP, 6 SPÖ, 2 GRÜNE und 1 FPÖ
  - Rohrbach: 15 ÖVP, 6 SPÖ, 3 GRÜNE und 1 FPÖ
- Mit den Gemeinderats- und Bürgermeisterwahlen in Oberösterreich 2009 hatte der Gemeinderat folgende Verteilung:[51]
  - Berg: 16 ÖVP, 5 SPÖ, 2 GRÜNE und 2 FPÖ
  - Rohrbach: 16 ÖVP, 6 SPÖ und 3 GRÜNE

Rohrbach-Berg:
- Mit den Gemeinderats- und Bürgermeisterwahlen in Oberösterreich 2015 hatte der Gemeinderat folgende Verteilung: 19 ÖVP, 5 SPÖ, 4 FPÖ und 3 GRÜNE.[52]
- Mit den Gemeinderats- und Bürgermeisterwahlen in Oberösterreich 2021 hat der Gemeinderat folgende Verteilung: 19 ÖVP, 5 SPÖ, 4 GRÜNE und 3 FPÖ.[53]

### Wappen
Als Wappen der Gemeinde Rohrbach-Berg dient das alte Wappen Rohrbachs. Auch die Gemeindefarben – Schwarz und Grün – wurden von Rohrbach übernommen.
Das Marktwappen von Rohrbach wurde am 12. März 1512 von Kaiser Maximilian I. verliehen. Die Original-Urkunde ist verloren gegangen, die älteste Bestätigung des Wappens stammt aus dem Jahr 1573 und ist von Kaiser Maximilian II. unterzeichnet. Der erste Nachweis des Wappens ist ein Siegel auf einem Aktenstück aus dem Jahr 1571 mit der Umschrift * SIGILVM * RORBACH.
Bei der Stadterhebung 1986 blieb das Wappen unverändert.
Blasonierung:
„In Grün auf schwarzem, blau gewelltem Schildfuß drei schwarze Rohrkolben mit je zwei schwarzen Blättern.“
Die Gemeindefarben sind Schwarz-Grün und das Motiv versinnbildlicht den Ortsnamen.

#### Ehemaliges Wappen Berg bei Rohrbach
Blasonierung:
„Von Rot und Grün durch einen silbernen, mit einem schwarzen, achtspeichigen Rad belegten Schrägbalken geteilt.“
Die Gemeindefarben waren Rot-Weiß-Schwarz.
Das Wappen der Gemeinde Berg bei Rohrbach wurde 1982 von Gemeinderat und Oberösterreichischer Landesregierung beschlossen. Die rot-weiß-grüne Schrägteilung erinnert an das sich nach seinem Stammsitz bei Rohrbach nennende passauische Ministerialengeschlecht der Perger. Das Rad ist dem gräflichen Wappen der Rödern entnommen, die in der Nachfolge der Perger von 1541 bis 1753 im Besitz der Herrschaft Berg waren. Das Rad kann aber auch als Symbol für die überwiegend landwirtschaftliche Struktur der Gemeinde gesehen werden.

### Städtepartnerschaft
Rohrbach unterhält eine Städtepartnerschaft mit der nicaraguanischen Stadt Bonanza. Rohrbach finanziert drei Lehrkräfte zur Förderung des dortigen Schulwesens und unterstützt die Organisation HORIZONT3000.
Im Oktober 1998 ging Berg eine Partnerschaft mit der bayerischen Großgemeinde Berg bei Neumarkt in der Oberpfalz ein.

## Persönlichkeiten

### Ehrenbürger der Stadt
- Josef Poeschl, 7. Juni 1867[57]
- Friedrich Graf Montecuccoli, 17. Jänner 1885
- Leopold Gruber, 27. Juni 1886
- Rudolf Poeschl, 3. September 1902
- Franz Enzinger, 30. Mai 1930
- Heinrich Lego, 31. Juli 1948
- Cajetan Lang, 27. April 1951
- Rudolf Reumüller, 1. Mai 1954
- Lelio Spannocchi, 11. Februar 1956
- Wilhelm Poeschl, 3. Dezember 1957
- Heinrich Gleißner, 5. Jänner 1963
- Josef Mohl, 4. September 1969
- Gerhard Possart, 10. Oktober 1980
- Rupert Hartl, 10. Oktober 1980
- Wilhelm Gruber, 3. September 1982
- Josef Ratzenböck, 5. Juli 1987
- Josef Stöby, 15. Juni 1993
- Josef Oyrer, 15. November 2002
- Alois Hötzendorfer (1918–1995), Bundesrat und Bürgermeister von Berg
- Johann Hötzendorfer (1873–1947), Reichsratsabgeordneter
- Ulrike Schwarz (* 1958): Sozialarbeiterin und seit 2003 Landtagsabgeordnete

### Söhne und Töchter der Stadt
- Roland Baumann (* 1992), Politiker (SPÖ), Abgeordneter zum Nationalrat
- Georg Lindorfer (* 1962), Bühnenbildner
- Luca Michlmayr (* 2002), DJ und Musikproduzent
- Elisa Mörzinger (* 1997), Skirennläuferin
- Heinz Möseneder (* 1946), akademischer Bildhauer und Lehrer am Bundesgymnasium in Tanzenberg/Deutsch-Griffen, Kärnten
- Ignaz Nößlböck (1881–1945 in Graz), österreichischer Historiker
- Adolf Wagner von der Mühl (1884–1962 in Wien), österreichischer Bildhauer
- Rudolf Poeschl (1897–1979 in Wien), Lederwaren-Industrieller und Kammerfunktionär
- Alois Reiter (* 1933), Schriftsteller und Ökogärtner[58]
- Roman Sandgruber (* 1947), österreichischer Historiker; Leiter des Instituts für Sozial- und Wirtschaftsgeschichte der Johannes-Kepler-Universität Linz
- August Kirschner (* 1943), Komponist

### Weitere Persönlichkeiten
Folgende Persönlichkeiten haben eine Verbindung zu Rohrbach-Berg:
- Erwin Buchinger (* 1955 in Mauthausen), Landesrat in der Salzburger Landesregierung (2004–2007), Sozialminister im Kabinett Gusenbauer I (2007–2008), verbrachte Kindheit und Jugend in Rohrbach
- Franz Gumpenberger (* 1943 in Lichtenau i.M.), Jurist, Moderator und Heimatforscher